# 澳門巴士72路線
澳門巴士72路線是由新福利經營，往返澳門大學和湖畔大廈的巴士路線。

## 簡介及歷史

### 37U路線
- 2013年8月26日，本線開設，由新福利營運，服務時間為06:30-00:15，班距10-15分鐘。[1][2]

- 2014年6月25日，總站由「澳大／研究生宿舍」站調整至「澳大橫琴總站」，新增停靠「澳大／行政樓」、「大學北」、「大學大馬路」、「大學南」、「澳大／大學會堂」、「澳大／綜合體育館」站。[3]

### 72路線
- 2016年1月16日，更改路線編號為72，並調整本線服務時間為06:00-00:15，班距8-15分鐘。[4]

- 2016年9月24日：[5][6]
  - 新增停靠「日昇樓」站；
  - 取消停靠「氹仔大中華廣場」站，改停靠「泉澧花園」站。

- 2017年6月1日至8月13日，本線實施暑假班距8-18分鐘。[7]

- 2018年6月23日起，本線擴大服務範圍，新增行經花城公園、澳門運動場，取消行經嘉樂庇馬路。[8]

- 2018年7月15日，取消停靠「奧林匹克游泳館圓形地」站。

- 2018年7月21日，新增停靠「運動場／賽馬會」站。

- 2019年5月18日，配合建設發展辦公室重整，取消停靠“奥林匹克游泳館”站。

- 2019年7月27日起，多個巴士站開始改名：
  - “路氹城圓形地”站改名為“路氹西／銀河”；
  - “新城大馬路／金光會展”站改名為“路氹西／金光會展”；
  - “運動場圓形地”站改名為“運動場／體育中心”。

- 2019年11月23日，恢復停靠“運動場／賽馬會”站。

- 2020年1月29日起，配合COVID-19防控工作，本線在10:00-17:00調整班距至30分鐘，21:00至尾班車則調整班距至60分鐘，其餘時段班距不變。[9]

- 2020年2月5日，本線改於08:00-11:00、17:00-20:00駛入澳門大學校區，班距30分鐘，其餘時間以“澳大河隧／高爾夫俱樂部”站為落客站，及以「澳大河隧／西堤馬路」為上客站，班距30-60分鐘，並提早尾班車在22:30開出，直至另行通知。[10]

- 2020年2月10日起，本線轉用中巴行駛，直至另行通知。[11]

- 2020年2月17日，恢復全日進入澳門大學校區。首班車至11:00、17:00-21:00的班距為30分鐘；11:00-17:00、21:00至尾班車的班距為60分鐘，並恢復使用大巴。[12]

- 2020年3月2日，本線首班車至11:00、17:00-21:00恢復正常班距；而11:00-17:00、21:00至尾班車之班距為30分鐘。[13]

- 2021年1月1日起，為配合新巴士合同，本線更新目的地資訊，由「氹仔」更名為「湖畔大廈」。

- 2021年11月27日起，為配合站點分流，本線改停靠「排角／銀河」站增設的分流站。[14]

- 2022年2月17日至2023年6月9日，因應進行澳門大學新校區連接橫琴口岸通道橋工程動工，澳門大學總站暫停使用。本線臨時起始站為“澳大／行政樓”，臨時終點站為“澳大／綜合體育館”。[15]

- 2022年6月11日至8月4日，星期一至六06:00-20:00臨時調整班距為15-18分鐘，20:00至尾班車為15-20分鐘。星期日及公眾假期班距為15-20分鐘。[16]

- 2022年7月11日至22日，因實施「全澳相對靜止管理」措施，本線暫停營運。[17][18]

- 2022年7月23日至8月1日，為配合「防控鞏固期」，本線維持上述措施。[19]

- 2022年8月2日，「防控鞏固期」結束，本線恢復營運。[20][21][22][23]

- 2023年1月15日至29日，臨時調整春節假期之班距為15-20分鐘。[24]

- 2023年6月9日至8月3日，臨時調整暑假期間之班距為15-20分鐘。[25][26]

## 本線特色
- 本線為首條進入澳門大學新校區的路線。

## 使用車輛
2022年12月20日前：
- 蘇州金龍KLQ6108GQ28E4

2022年12月20日起：
- 蘇州金龍KLQ6108GQ28E4
- 蘇州金龍KLQ6116GHEV1

2022年12月23日起：
- 蘇州金龍KLQ6108GQ28E4

2023年1月1日起：
- 蘇州金龍KLQ6116GHEV1

2023年1月16日起：
- 蘇州金龍KLQ6116GHEV1
- 蘇州金龍KLQ6116GHEV2

2023年2月10日起：
- 蘇州金龍KLQ6116GHEV1

2024年3月23日起：
- 蘇州金龍KLQ6106GHEV

2024年4月8日起：
- 蘇州金龍KLQ6116GHEV1
- 蘇州金龍KLQ6106GHEV
- 蘇州金龍KLQ6106GHEV1

2024年6月起：
- 蘇州金龍KLQ6106GHEV
- 蘇州金龍KLQ6116GHEV2

2024年7月28日起：
- 蘇州金龍KLQ6116GHEV2

2024年8月23日起：
- 蘇州金龍KLQ6116GHEV

2024年11月16日起：
- 蘇州金龍KLQ6106GHEV2

2024年12月起：
- 蘇州金龍KLQ6116GHEV
- 蘇州金龍KLQ6116GHEV2
- 蘇州金龍KLQ6106GHEV2

### 特見
- 在2020年初，新型肺炎影響澳門時，曾為節省資源而改用蘇州金龍KLQ6960GQE5中巴，持續數日後因應防疫措施修改而重新使用大巴。

## 電牌
| 往氹仔方向      | 往氹仔方向 | 往氹仔方向 |
| 日期            | 頭牌       | 圖例       |
| --------------- | ---------- | ---------- |
| 2021年1月1日前  | 氹仔       |            |
| 2021年1月1日起  | 湖畔大廈   |            |
| 往澳門大學方向  |            |            |
| 日期            | 頭牌       | 圖例       |
| 2015年3月14日前 | 澳大橫琴   |            |
| 2015年3月14日起 | 澳門大學   |            |

## 路線資料

### 收費
| 收費類別     | 收費類別                      | 收費類別             | 費用 |
| ------------ | ----------------------------- | -------------------- | ---- |
| 現金         | 現金                          | 現金                 | $6.0 |
| 境外支付工具 | 支付寶（內地及香港）          | 支付寶（內地及香港） | $6.0 |
| 境外支付工具 | 雲閃付 非綁定澳門銀聯卡       |                      | $6.0 |
| 境外支付工具 | 微信支付（內地及香港）        |                      | $6.0 |
| 境外支付工具 | 交通聯合 非澳門發行的全國通卡 |                      | $6.0 |
| 境內支付工具 | 澳門通                        | 全民卡               | $3.0 |
| 境內支付工具 | 澳門通                        | 學生卡               | $1.5 |
| 境內支付工具 | 澳門通                        | 長者卡               | 免費 |
| 境內支付工具 | 澳門通                        | 殘疾卡               | 免費 |
| 境內支付工具 | 聚易用＋                      | 聚易用＋             | $3.0 |

### 服務時間及班距
| 澳門大學總站                  | 06:00-00:15 |
| 班距                          | 15-20分鐘   |
| 懸掛8號風球後15分鐘開出尾班車 |             |

### 路線停站
| 72   | 澳門大學 ↺ 湖畔大廈 | 澳門大學 ↺ 湖畔大廈    | 澳門大學 ↺ 湖畔大廈 |
| 序號 | 循環線              | 循環線                 | 循環線              |
| 序號 | 站號                | 站名                   | 輕軌站              |
| 1    | T550/2              | 澳門大學總站           |                     |
| 2    | T556                | 澳大／行政樓           |                     |
| 3    | T557                | 大學北                 |                     |
| 4    | T558                | 大學大馬路             |                     |
| 5    | T551/1              | 澳大／研究生宿舍       |                     |
| 6    | T425                | 海濱圓形地／西堤馬路   |                     |
| 7    | T397                | 路氹西／銀河           | 路氹西站            |
| 8    | T395                | 新城大馬路／銀河       |                     |
| 9    | T365/1              | 排角／銀河             | 排角站              |
| 10   | T361                | 運動場／賽馬會         | 運動場站            |
| 11   | T325/3              | 華寶花園               |                     |
| 12   | T339/4              | 花城公園               |                     |
| 13   | T408/2              | 湖畔大廈               |                     |
| 14   | T341                | 聖公會中學             |                     |
| 15   | T432/2              | 日昇樓                 |                     |
| 16   | T428                | 聚龍明珠／榮苑         |                     |
| 17   | T307                | 宋玉生博士圓形地       |                     |
| 18   | T402                | 泉澧花園               |                     |
| 19   | T309                | 泉亮花園               |                     |
| 20   | T368                | 奧林匹克大馬路         |                     |
| 21   | T324/2              | 澳門運動場             |                     |
| 22   | T347                | 運動場／體育中心       | 運動場站            |
| 23   | T364/2              | 望德聖母灣馬路／軍營   | 排角站              |
| 24   | T394                | 新城大馬路／威尼斯人   |                     |
| 25   | T396                | 路氹西／金光會展       | 路氹西站            |
| 26   | T424                | 海濱圓形地／生態保護區 |                     |
| 27   | T559                | 大學南                 |                     |
| 28   | T552                | 澳大／中央教學樓       |                     |
| 29   | T553                | 澳大／大學展館         |                     |
| 30   | T554                | 澳大／大學會堂         |                     |
| 31   | T555/2              | 澳大／綜合體育館       |                     |
| 32   | T550/2              | 澳門大學總站           |                     |

## 客量
根據2020年公報，本線在2019年度尖峰時段共開出29,924班，乘車人次為1,753,000人次，平均每班接載58.6人次。

## 圖片集

### 37U路線時期

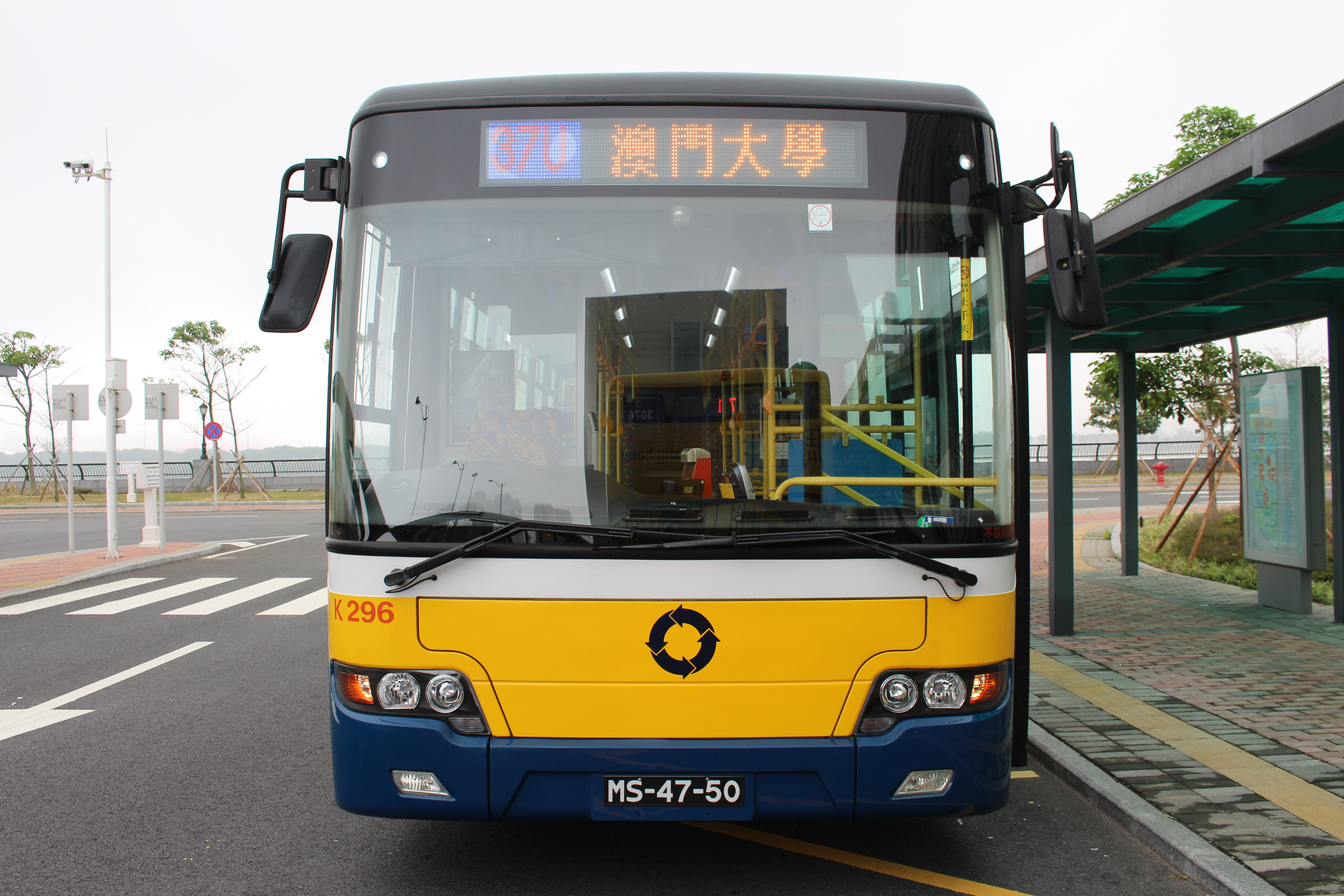
蘇州金龍KLQ6108GQ28E4

### 72路線時期

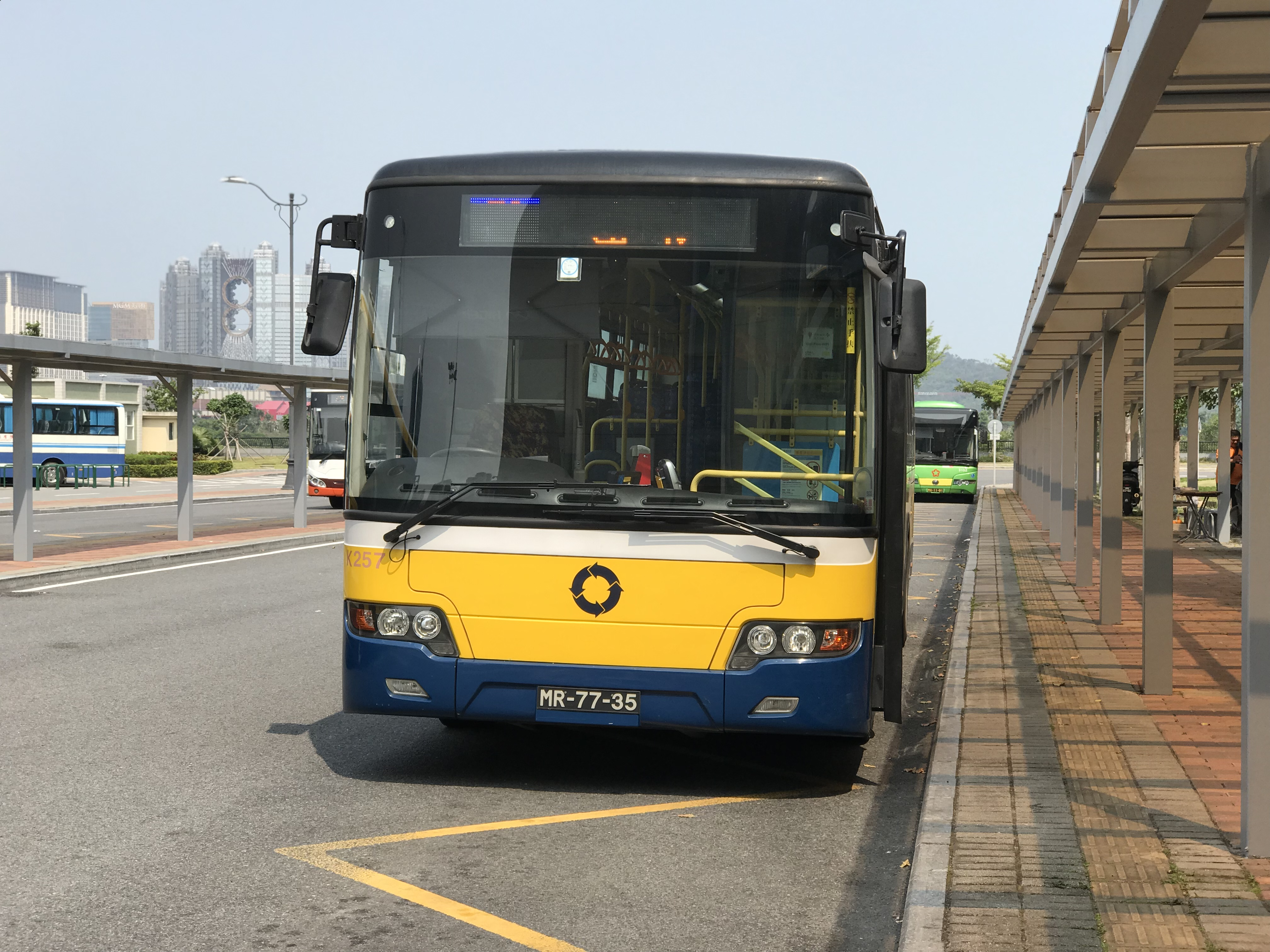
蘇州金龍KLQ6108GQ28E4
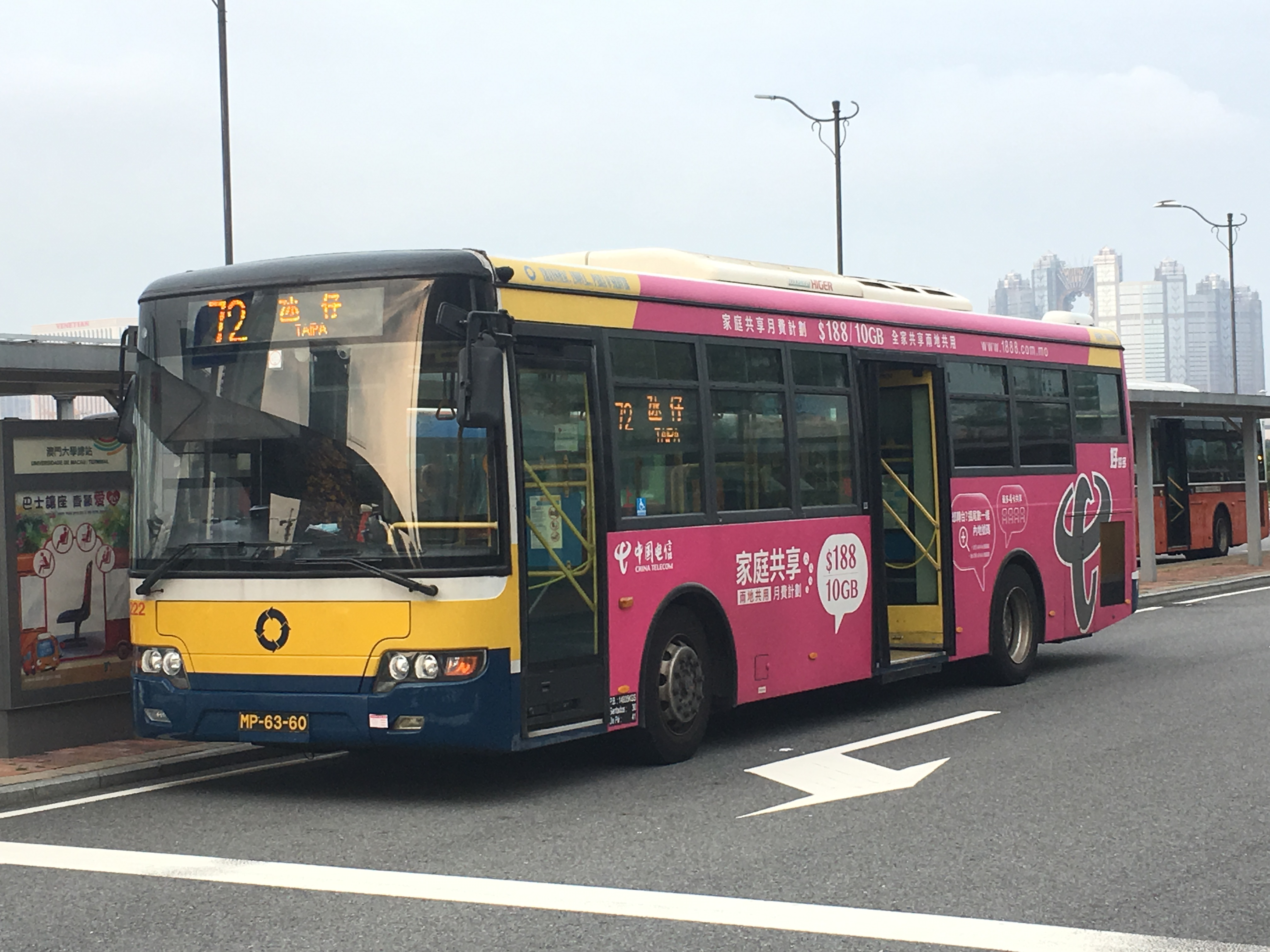
蘇州金龍KLQ6108GQ28
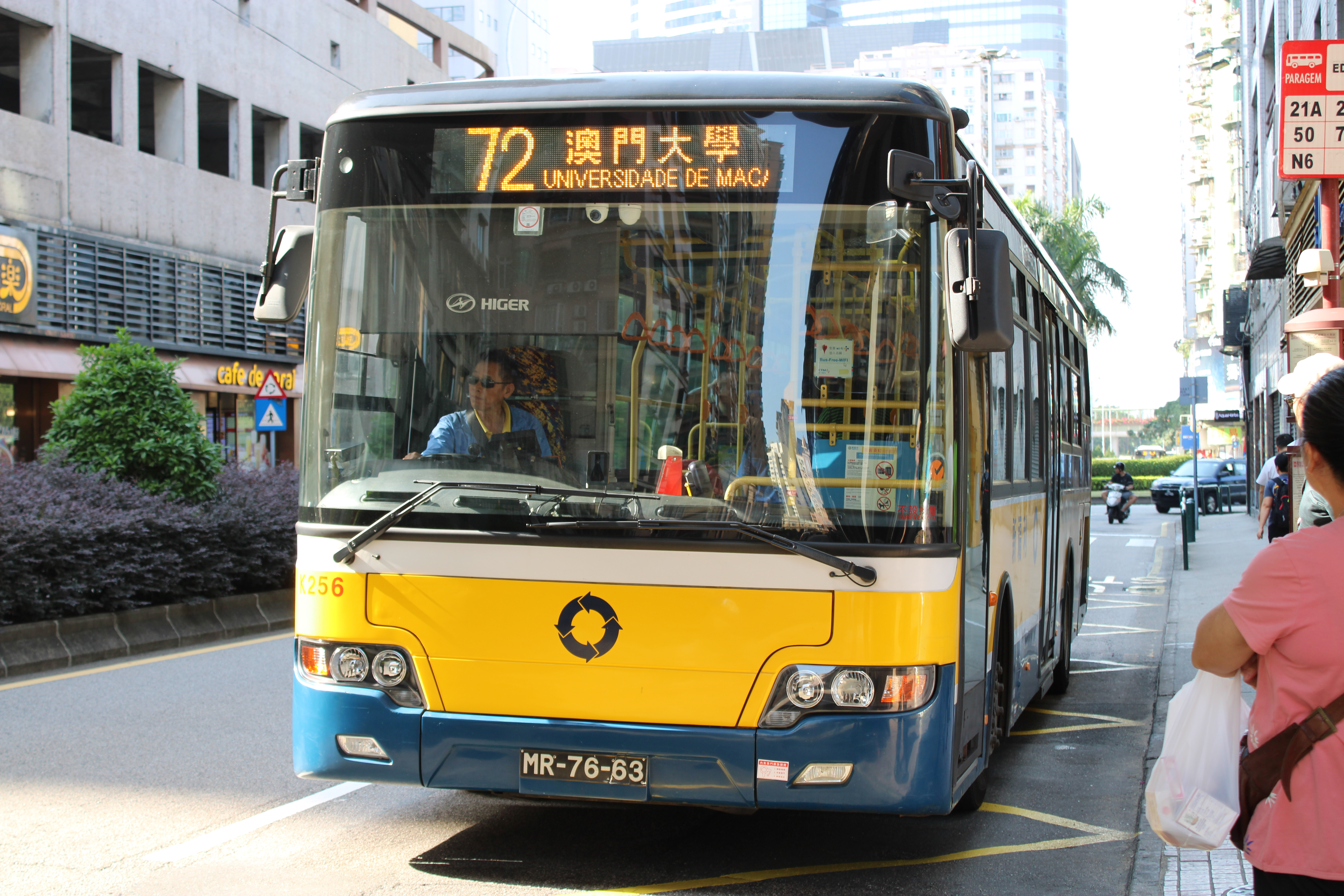
蘇州金龍KLQ6108GQ28E4
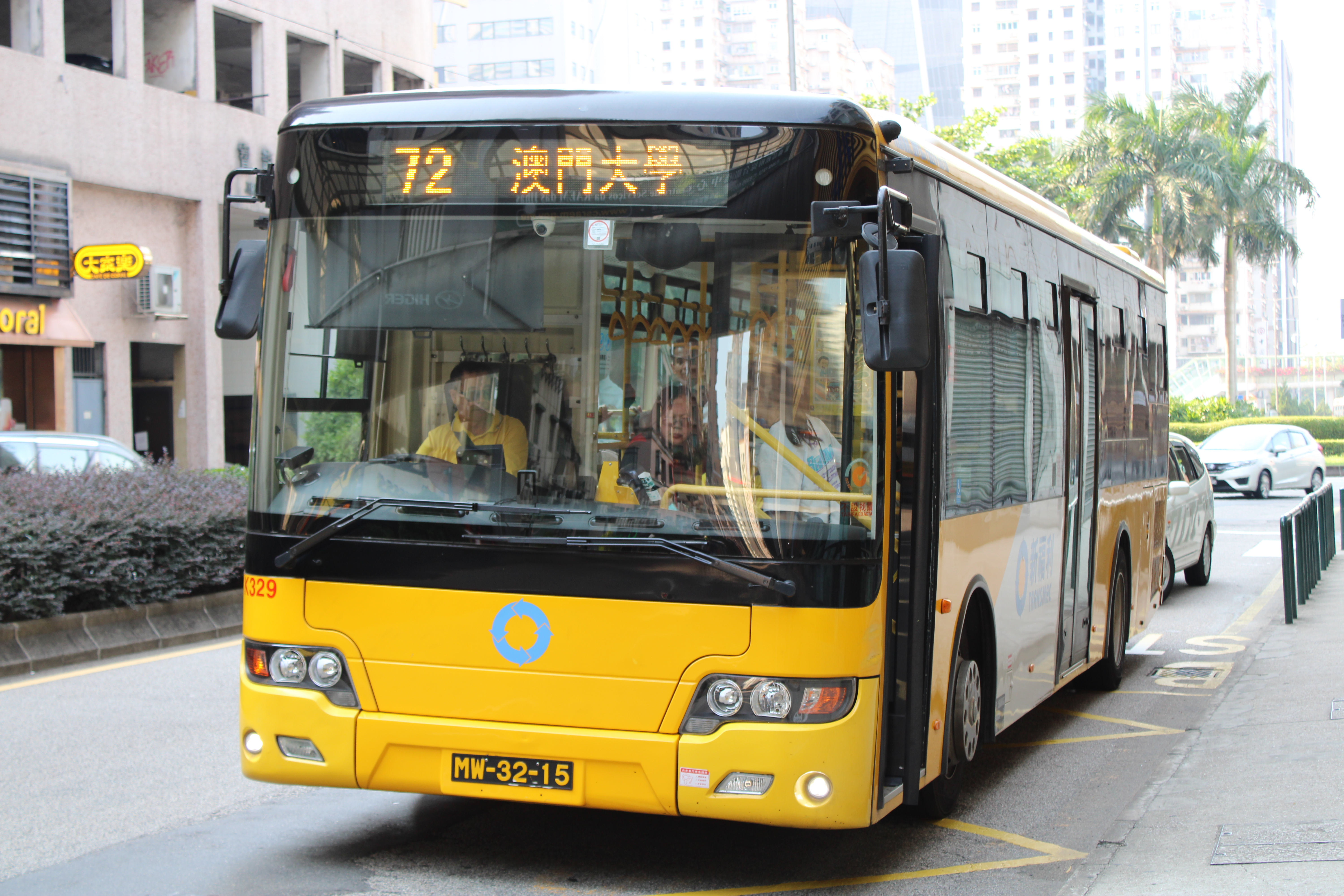
蘇州金龍KLQ6108GQ28E4
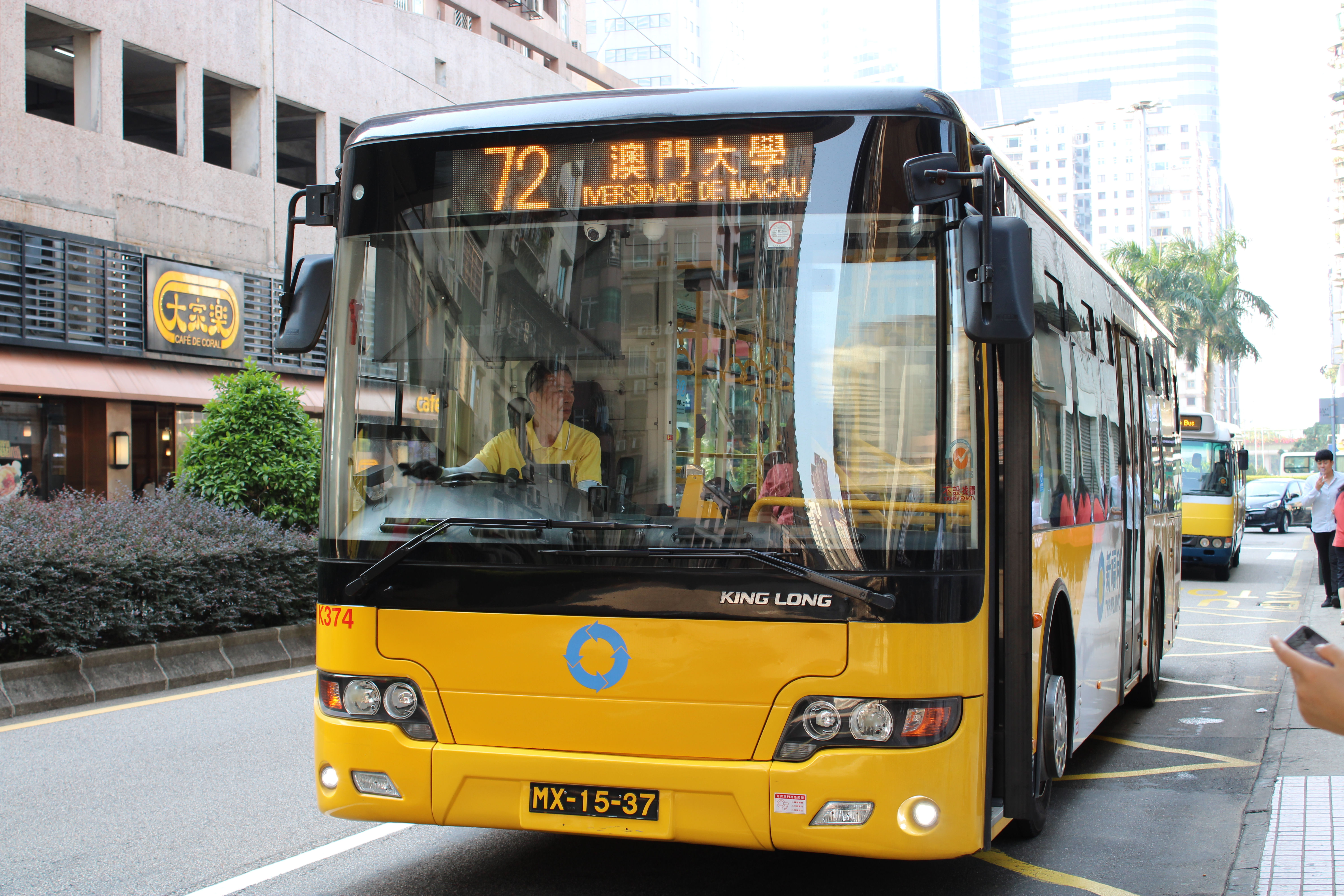
蘇州金龍KLQ6108GQE5
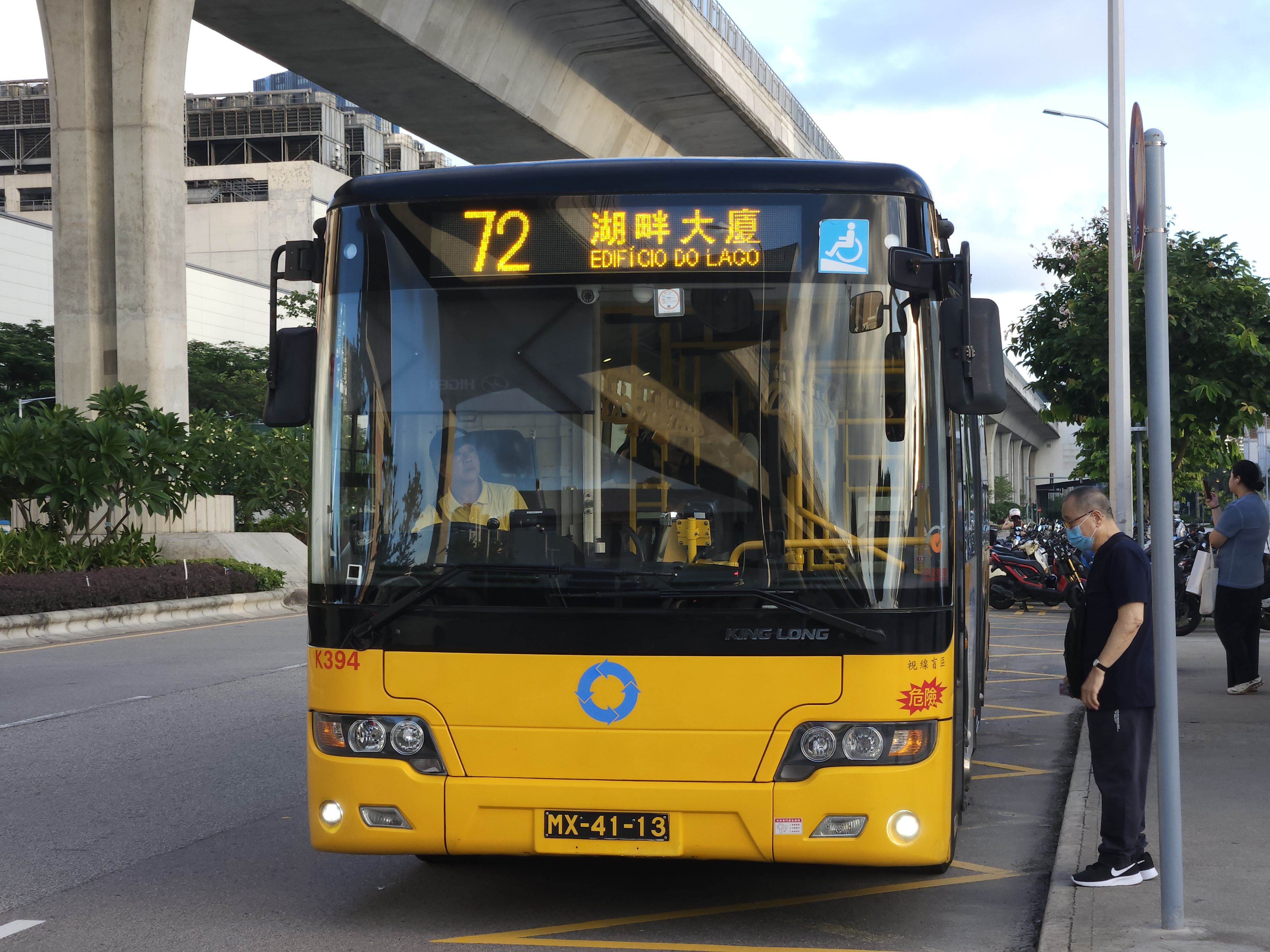
蘇州金龍KLQ6960GQE5
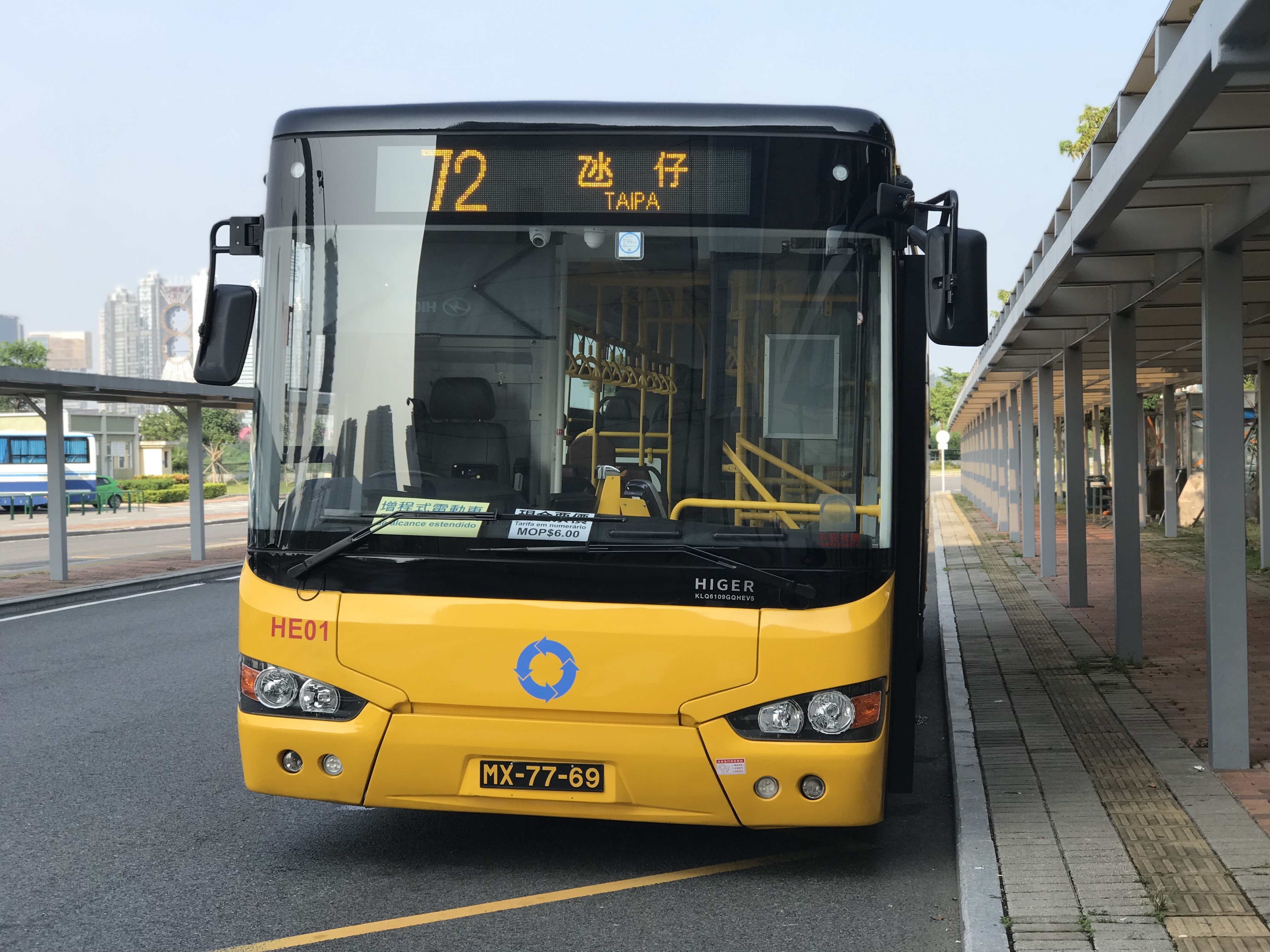
蘇州金龍KLQ6109GQHEV5
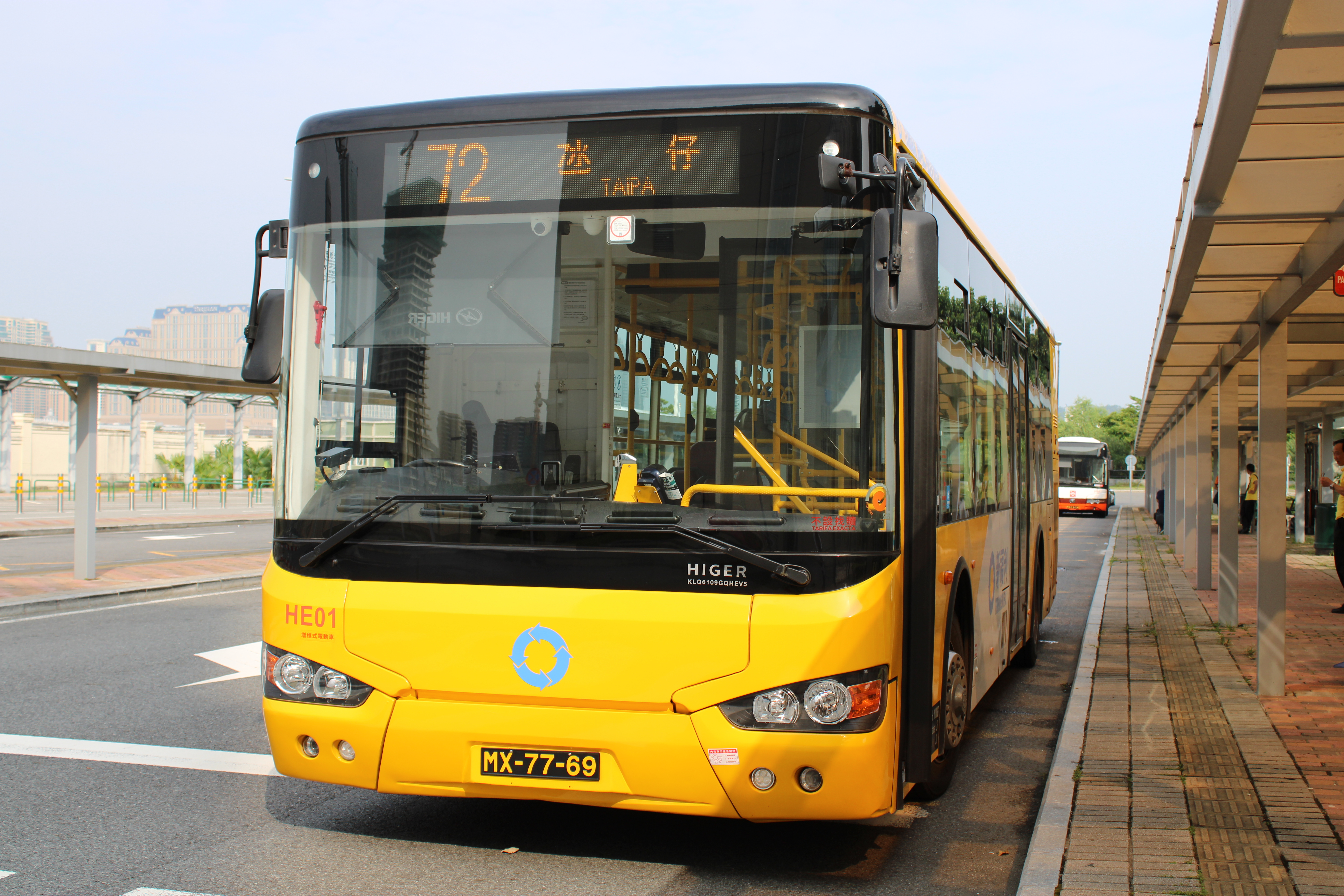
蘇州金龍KLQ6109GQHEV5
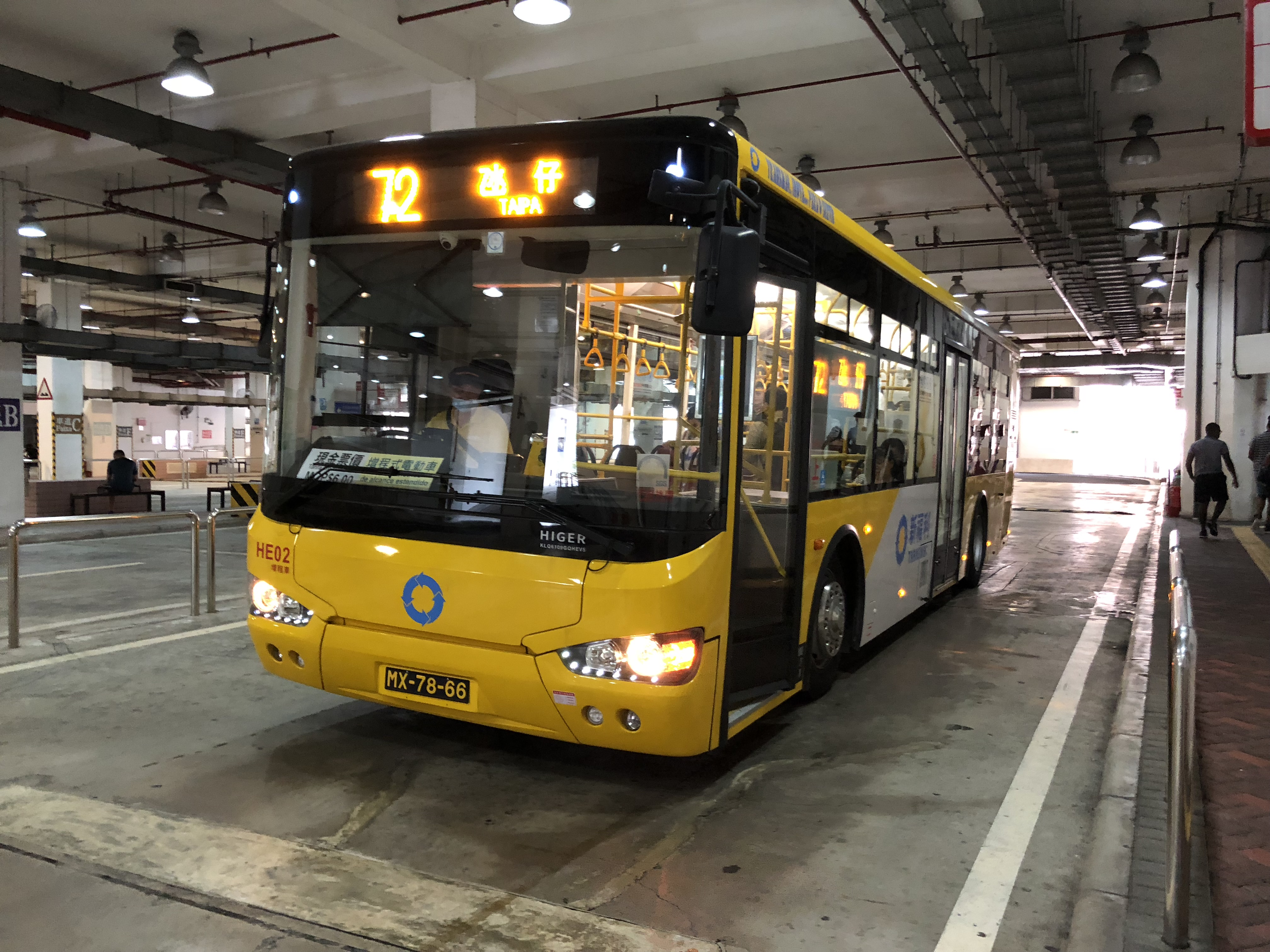
蘇州金龍KLQ6109GQHEV5
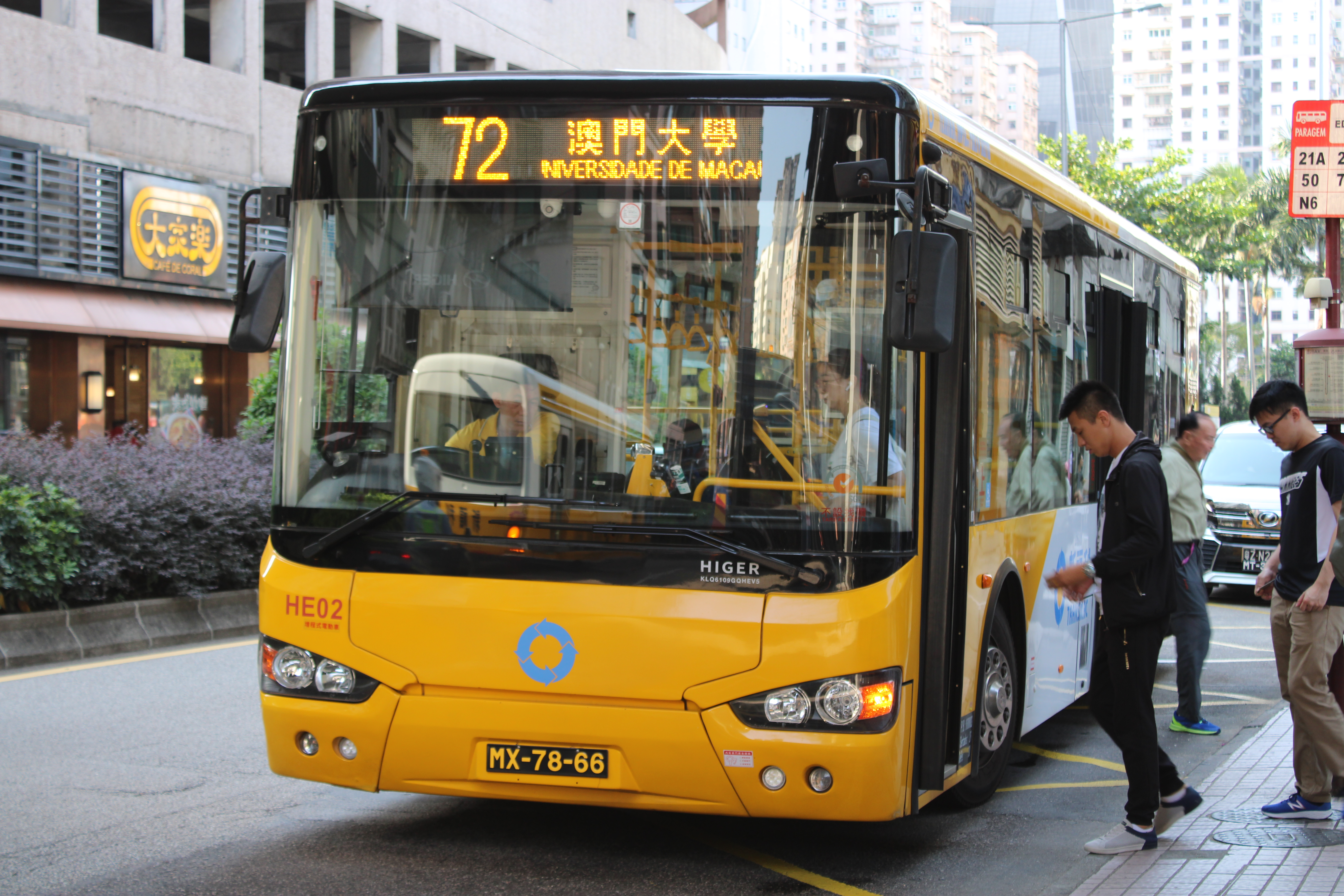
蘇州金龍KLQ6109GQHEV5
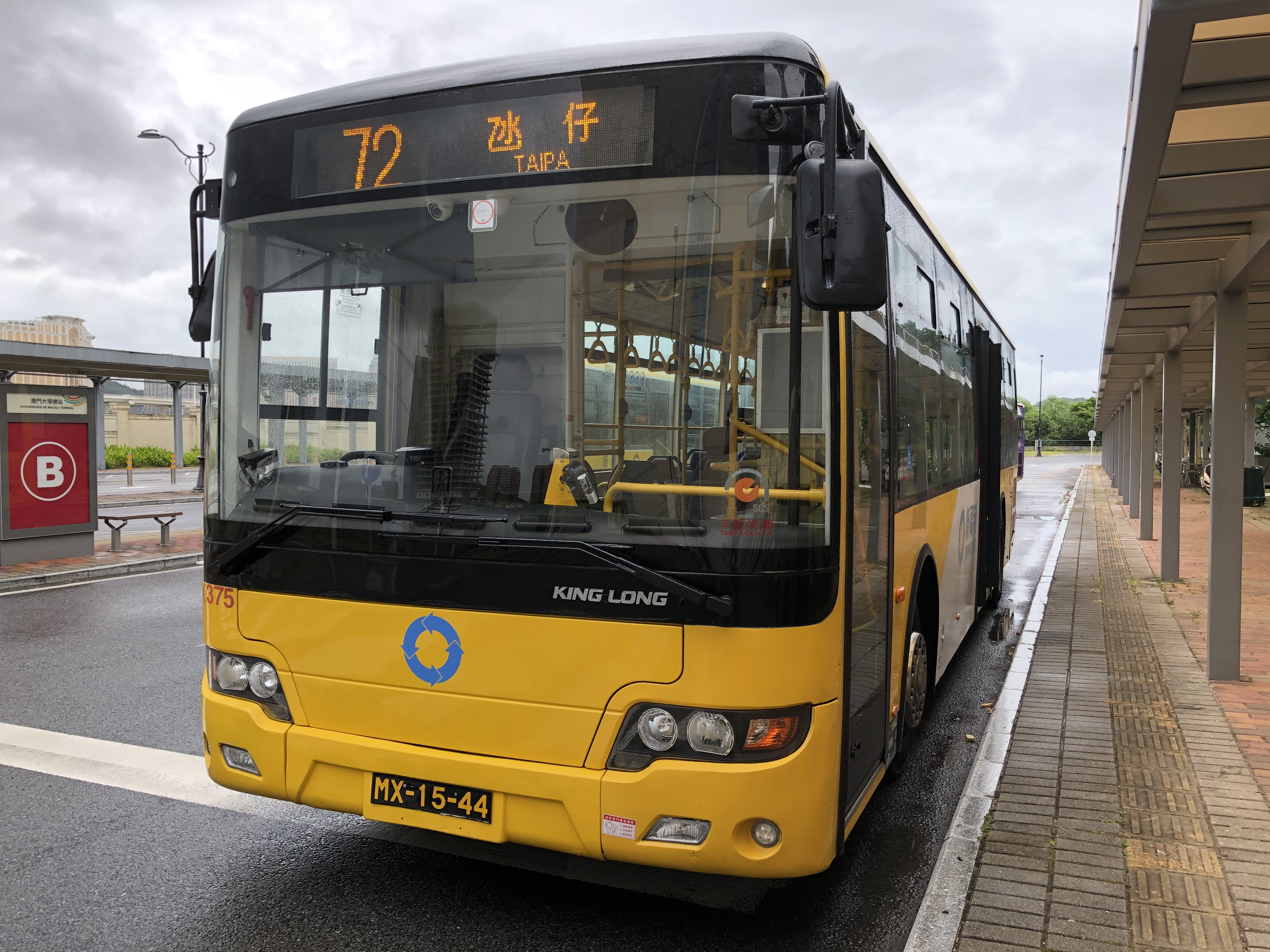
蘇州金龍KLQ6108GQE5
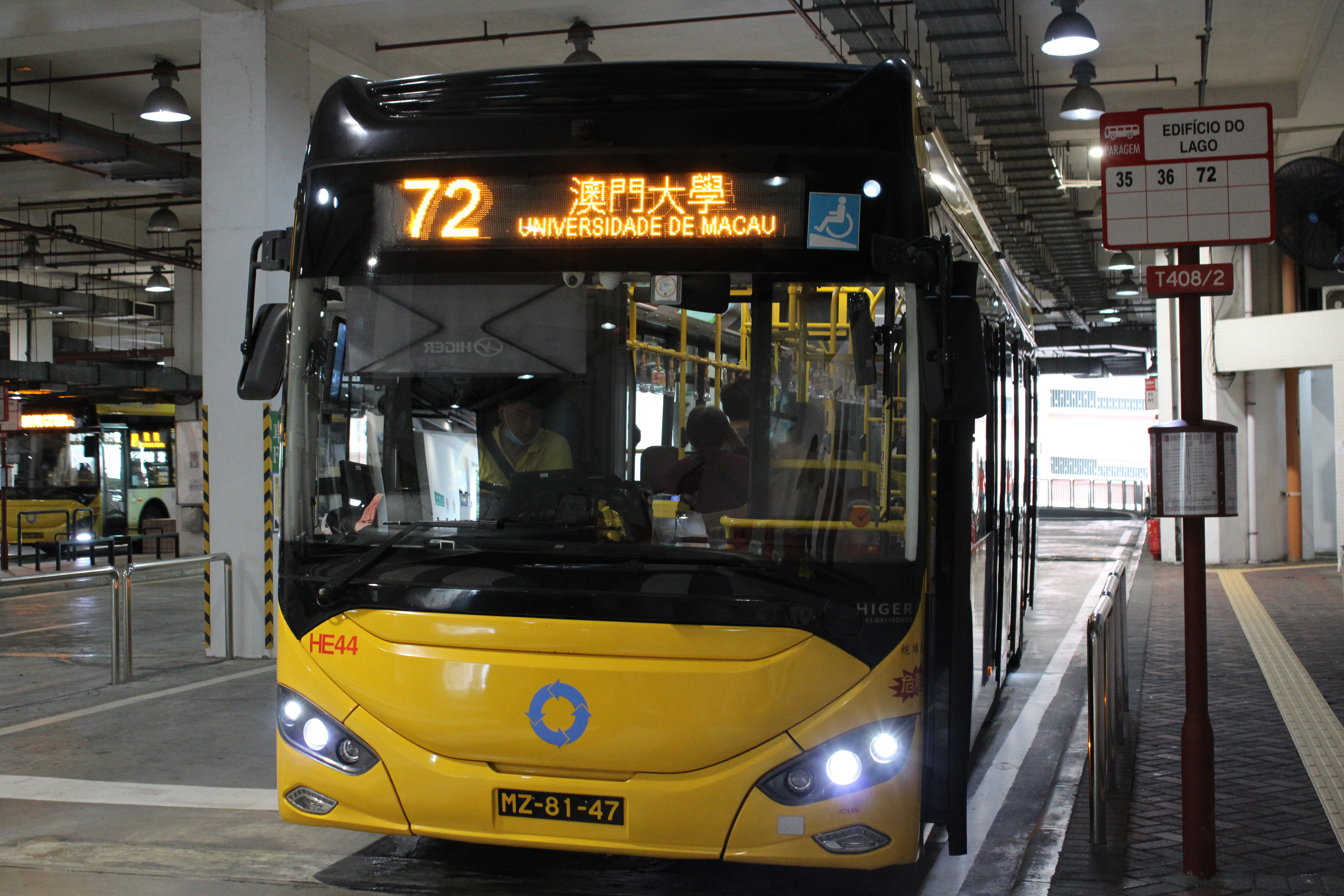
蘇州金龍KLQ6116GHEV
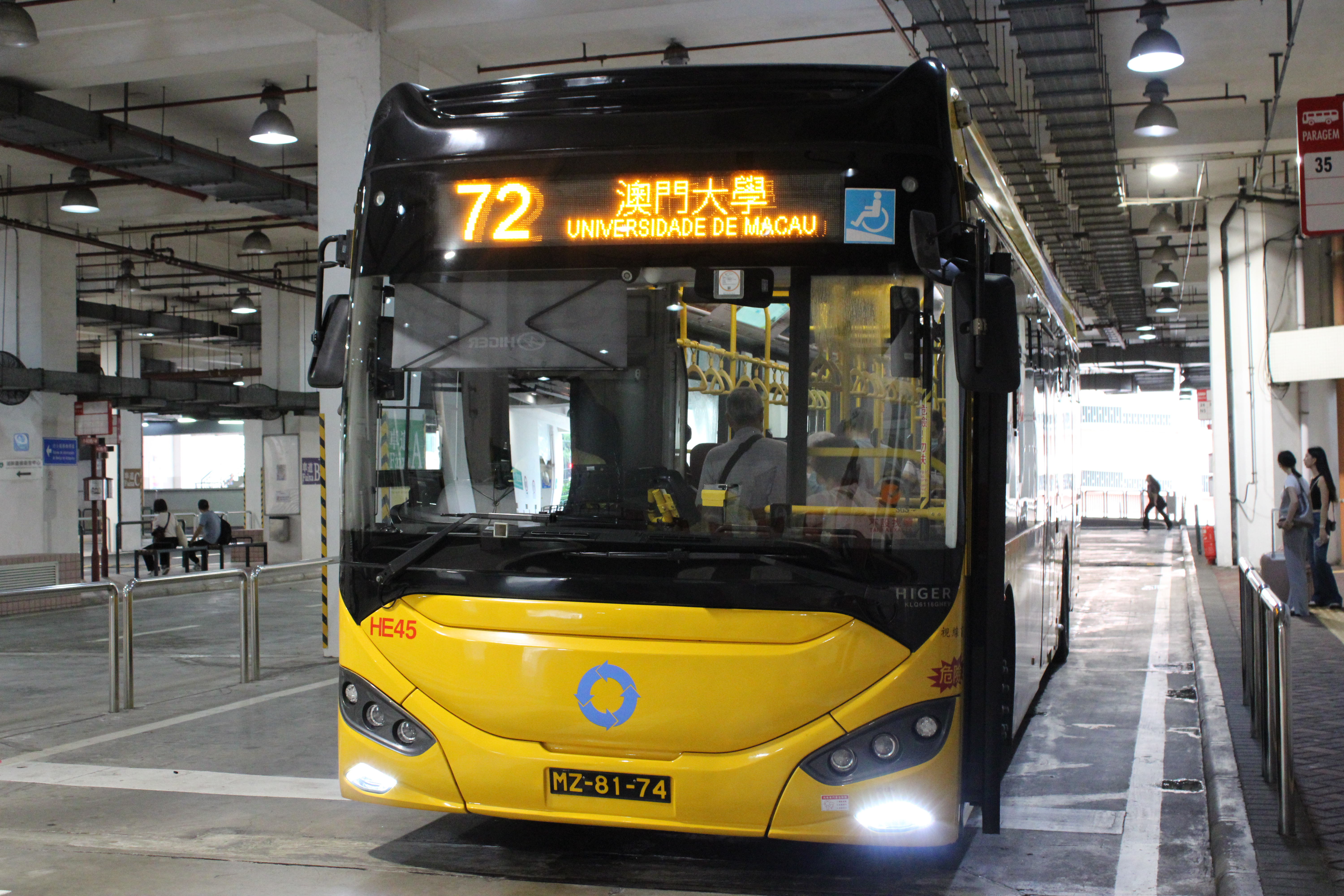
蘇州金龍KLQ6116GHEV
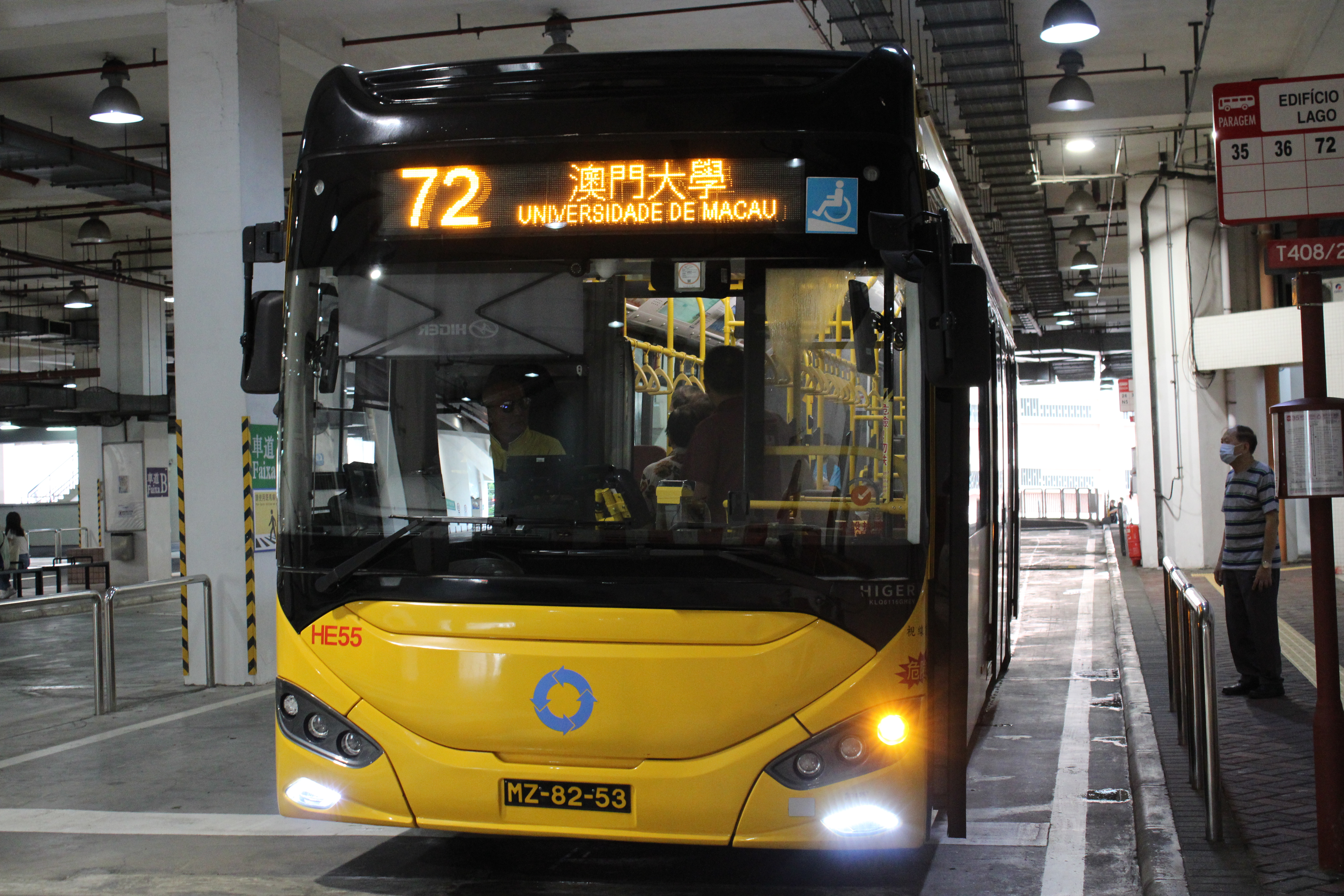
蘇州金龍KLQ6116GHEV
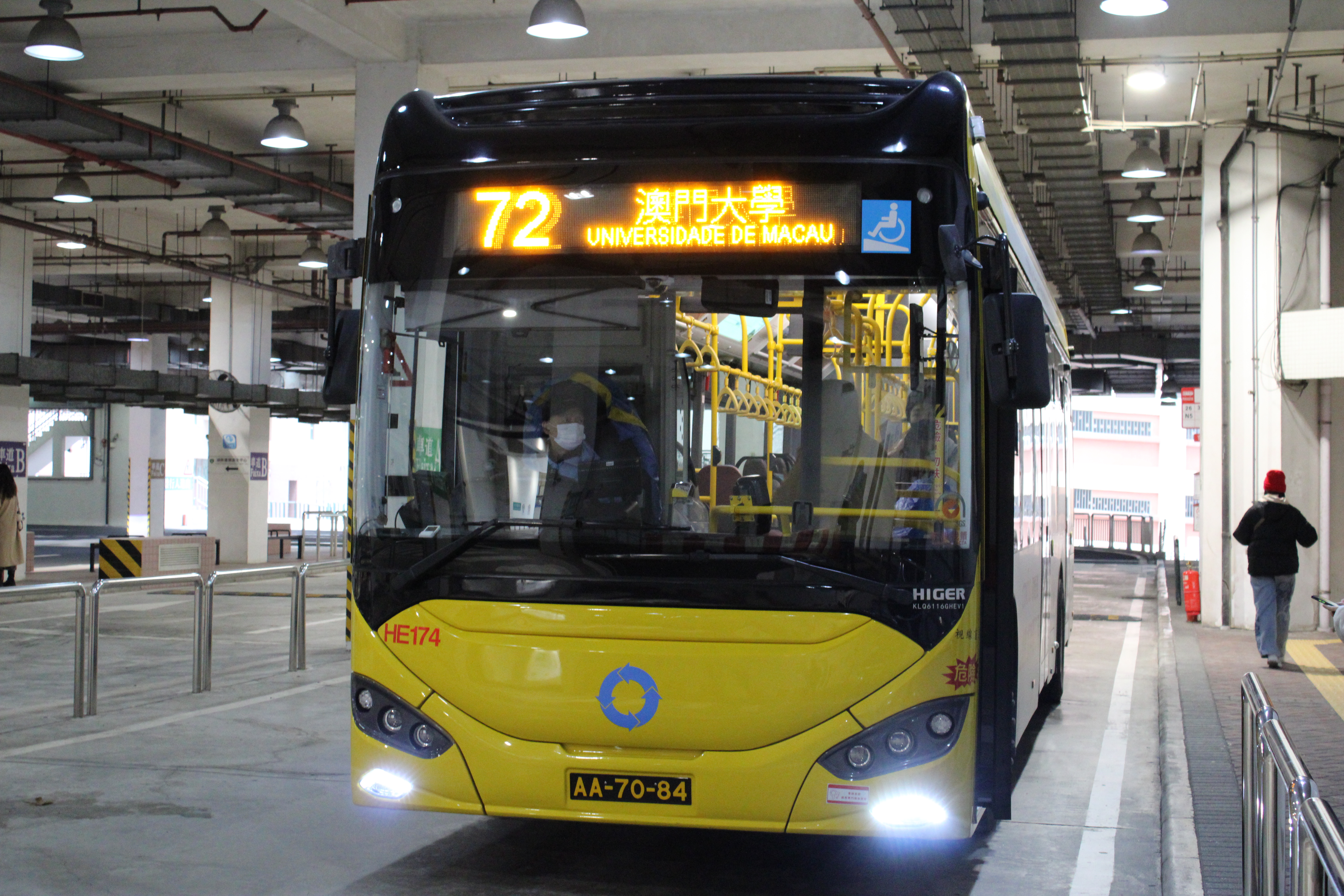
蘇州金龍KLQ6116GHEV1
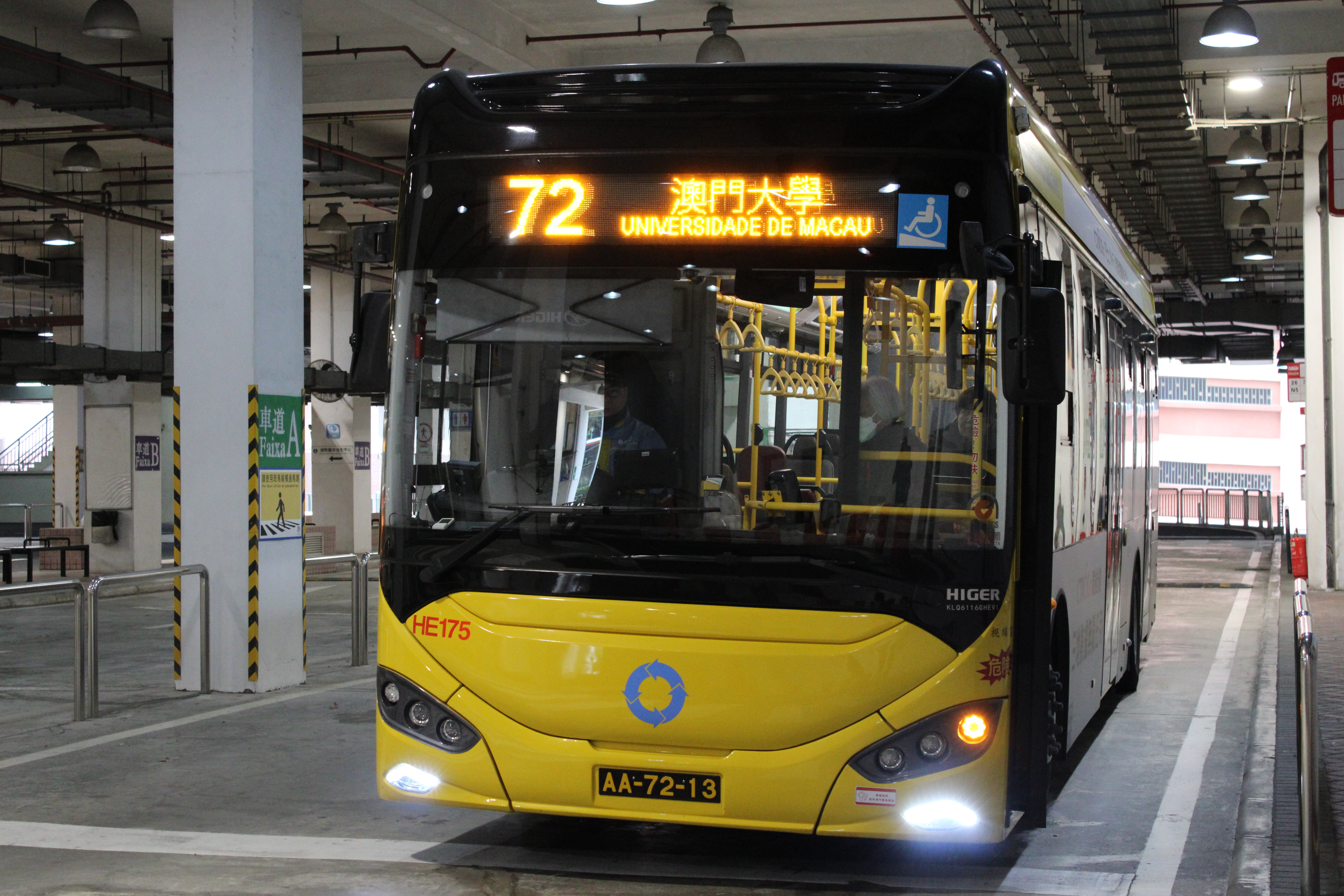
蘇州金龍KLQ6116GHEV1
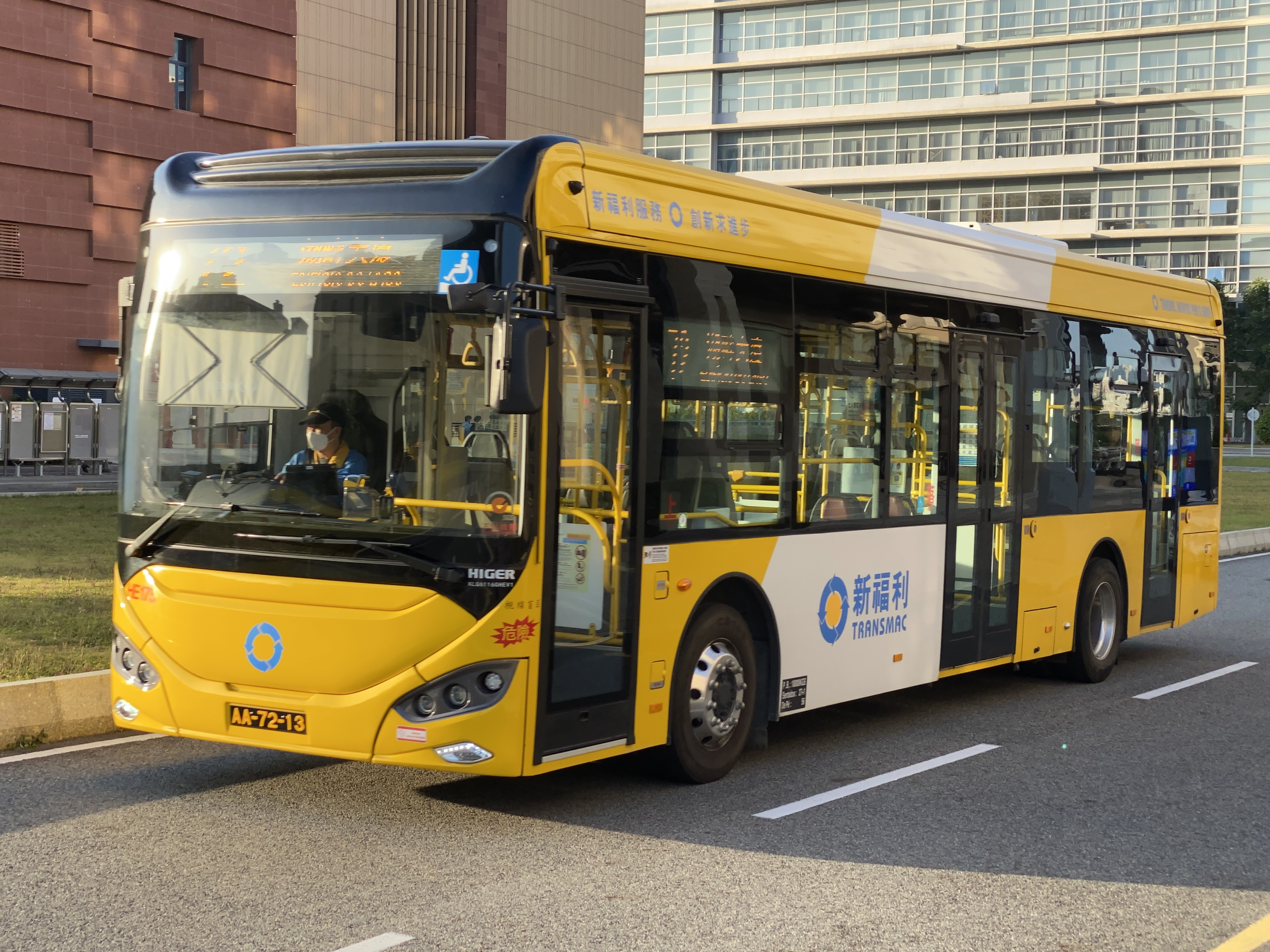
蘇州金龍KLQ6116GHEV1
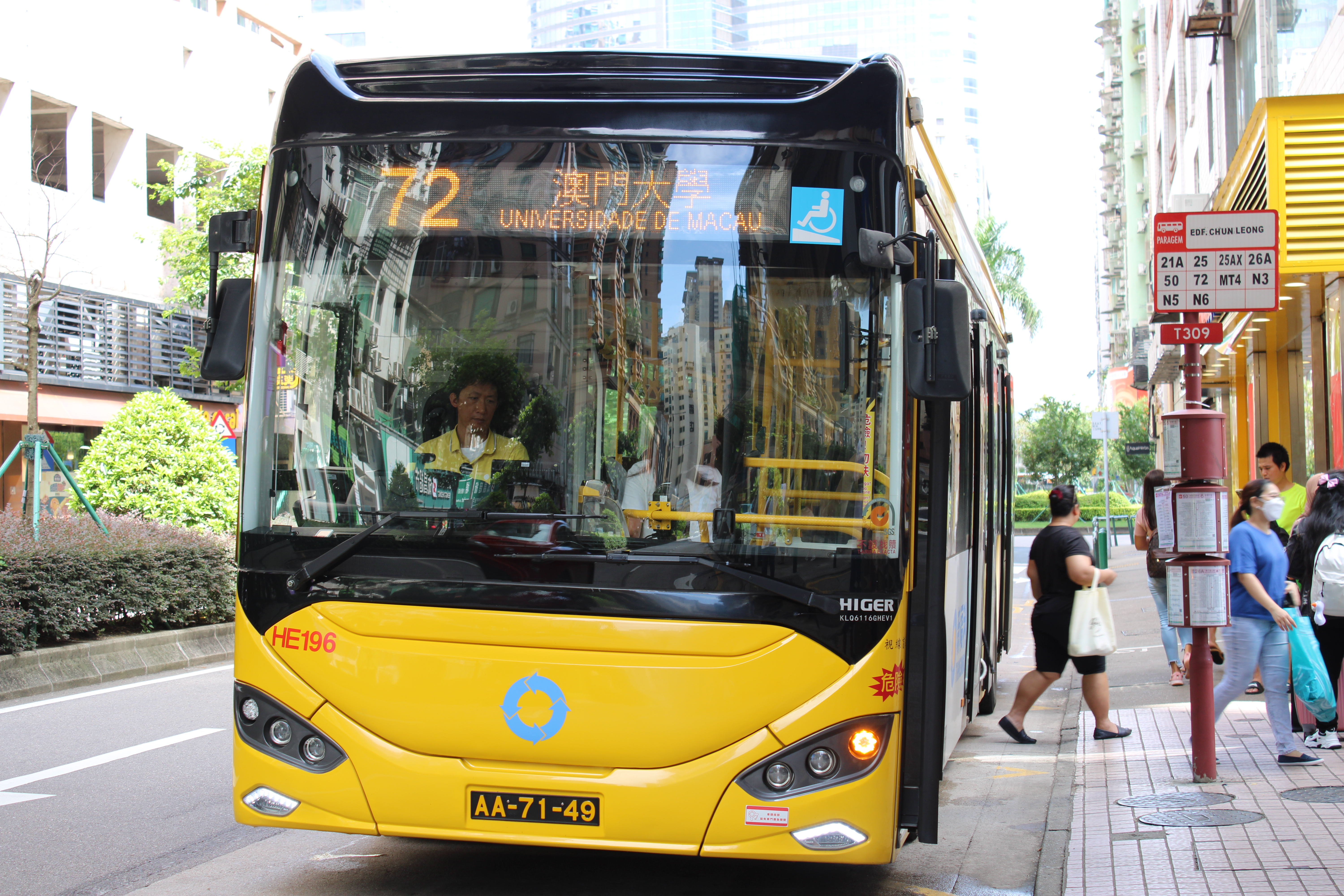
蘇州金龍KLQ6116GHEV1
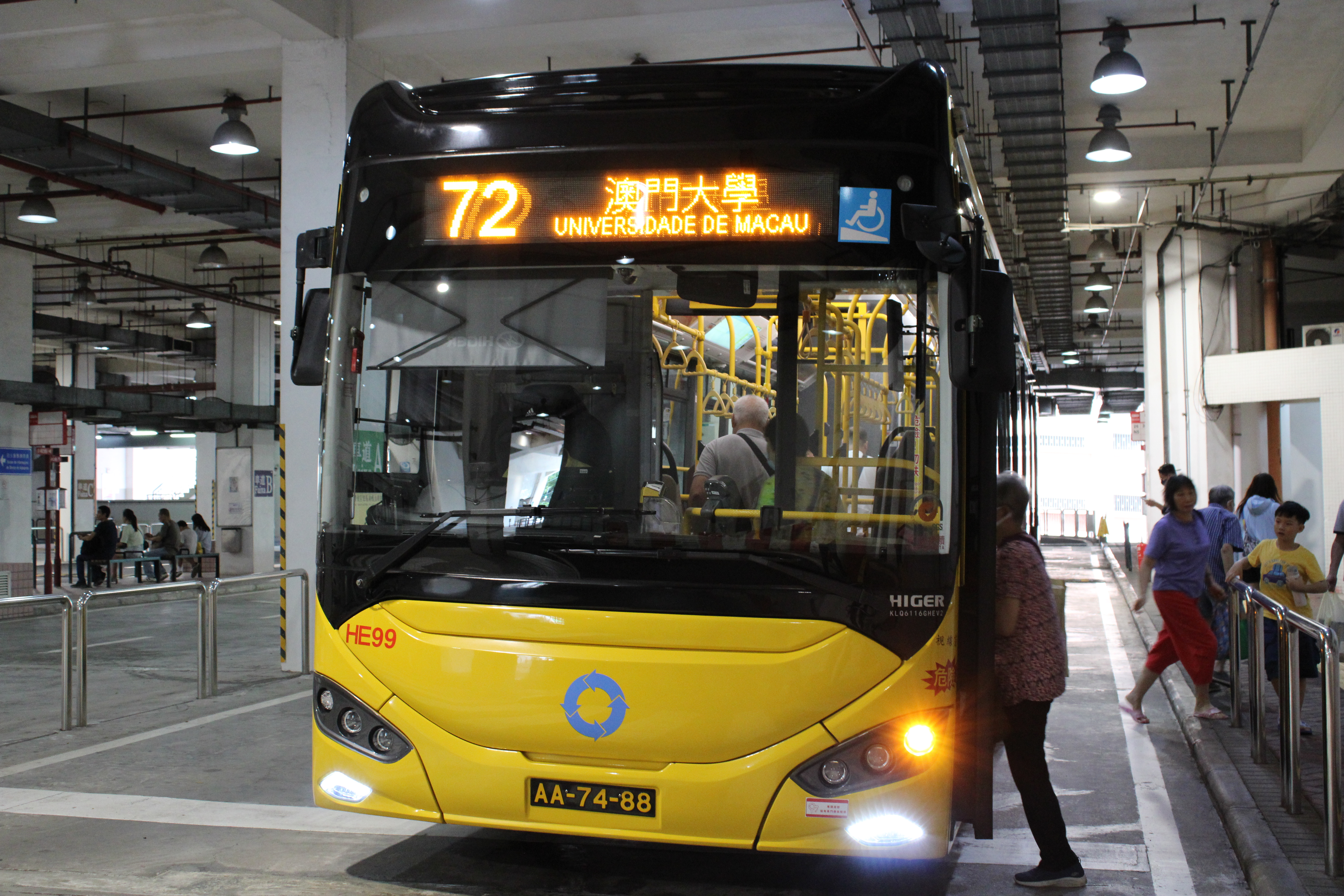
蘇州金龍KLQ6116GHEV2
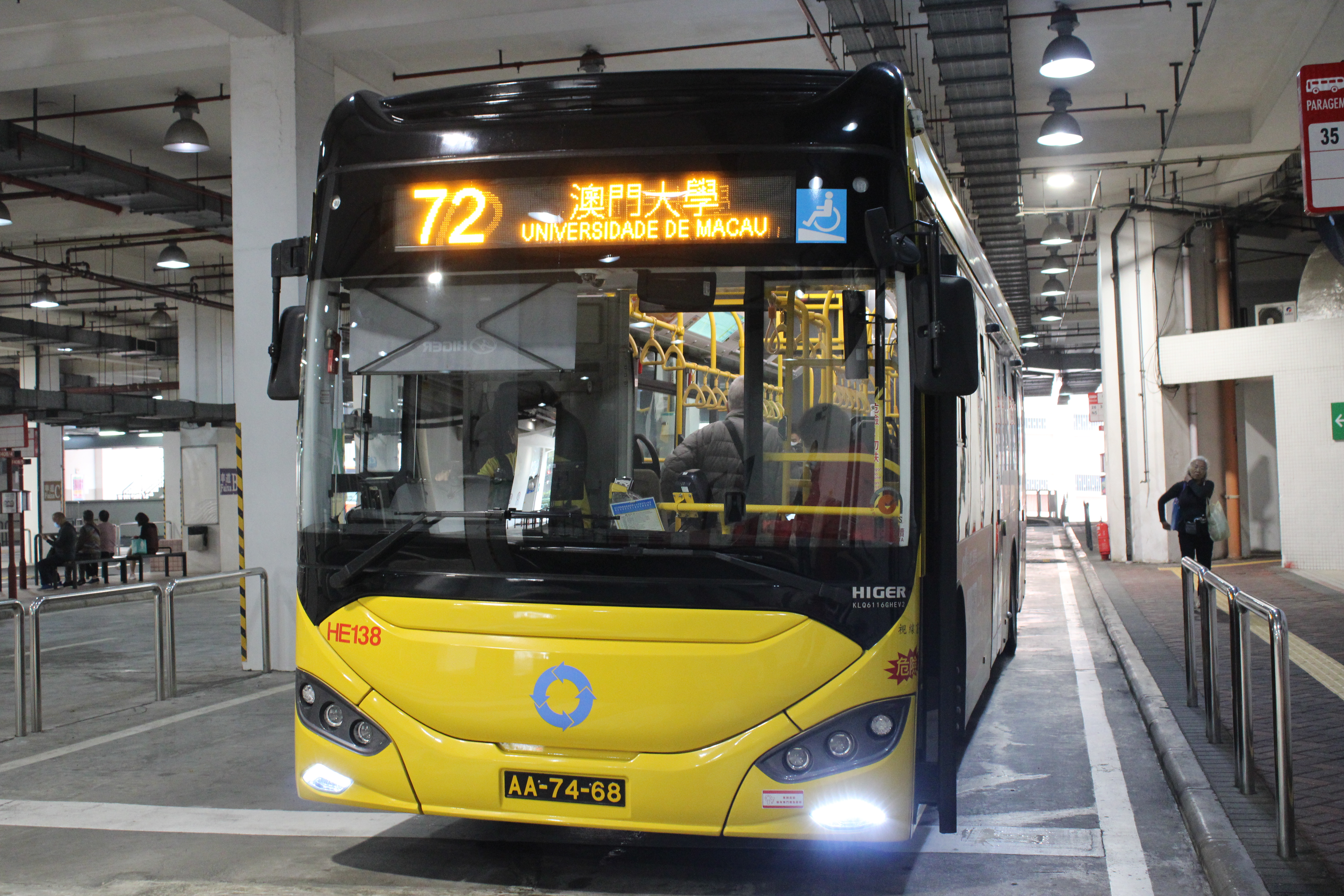
蘇州金龍KLQ6116GHEV2
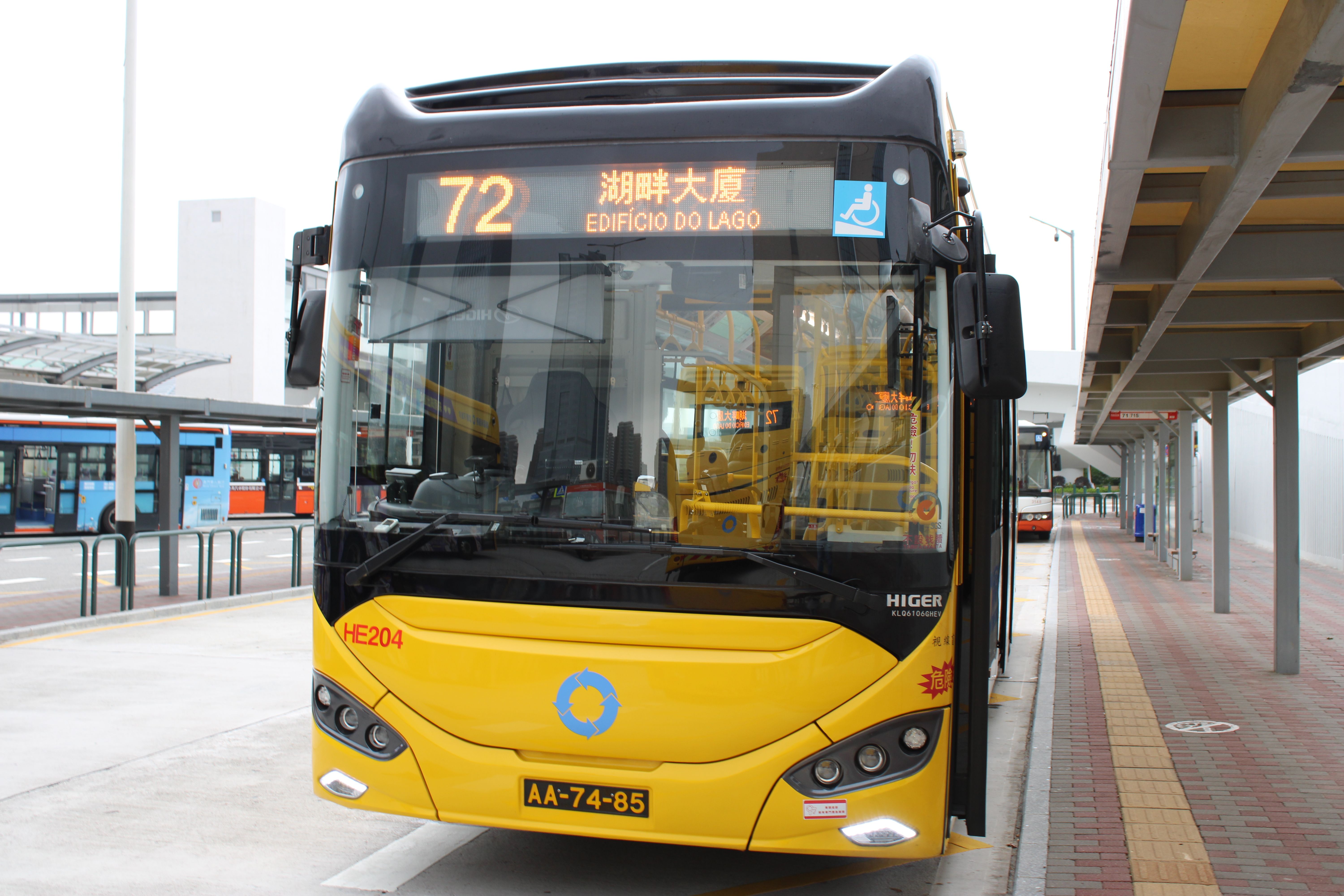
蘇州金龍KLQ6106GHEV
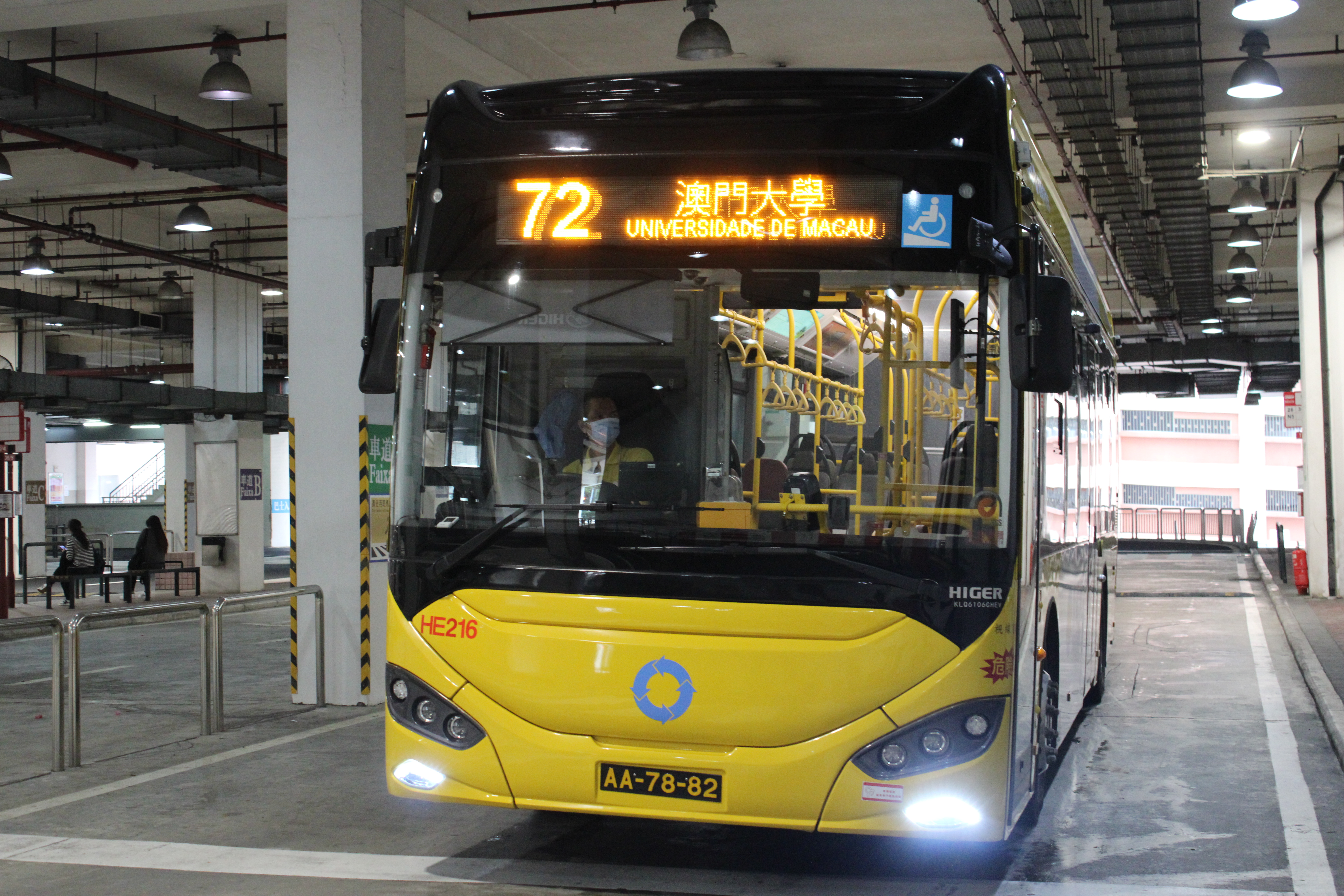
蘇州金龍KLQ6106GHEV
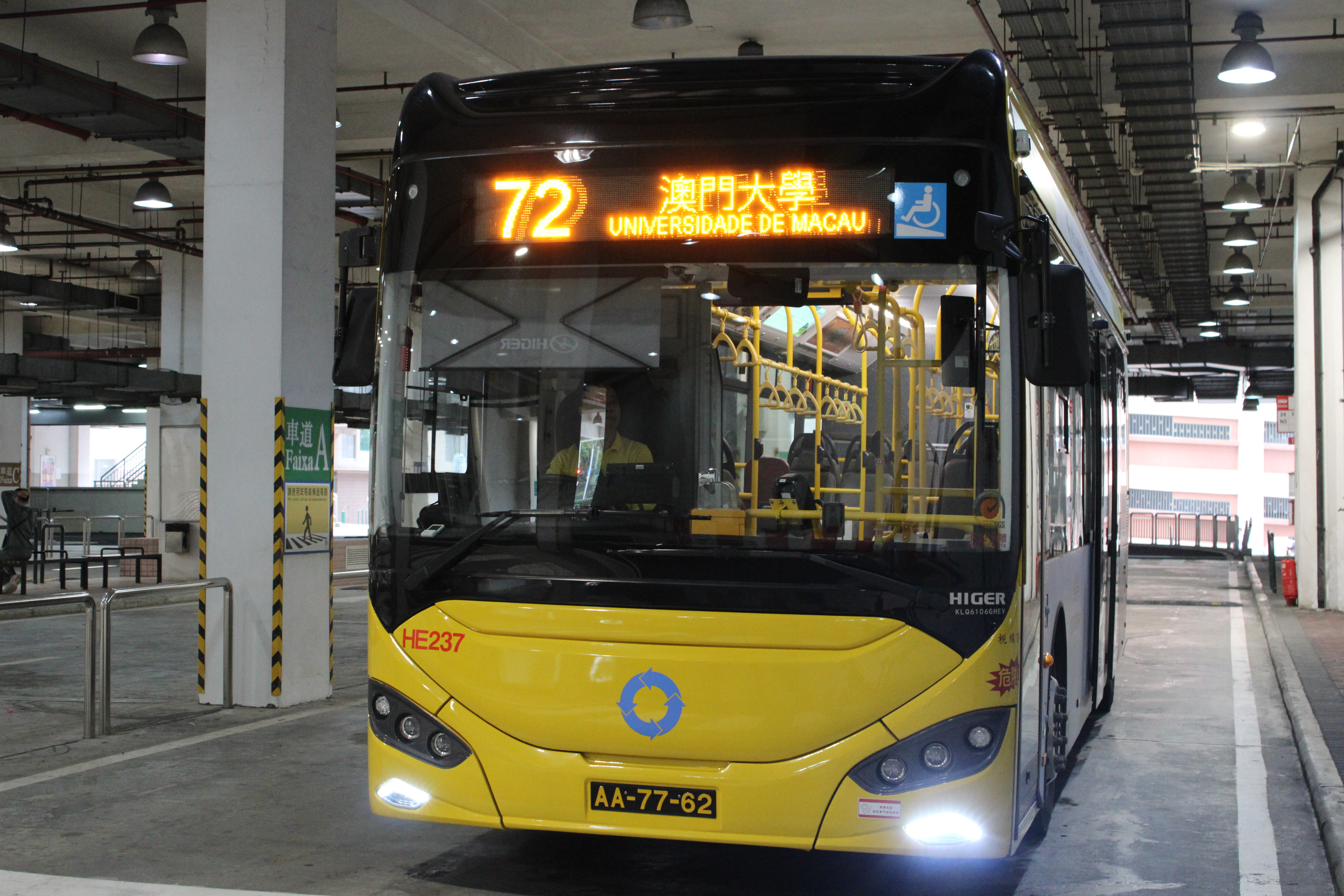
蘇州金龍KLQ6106GHEV
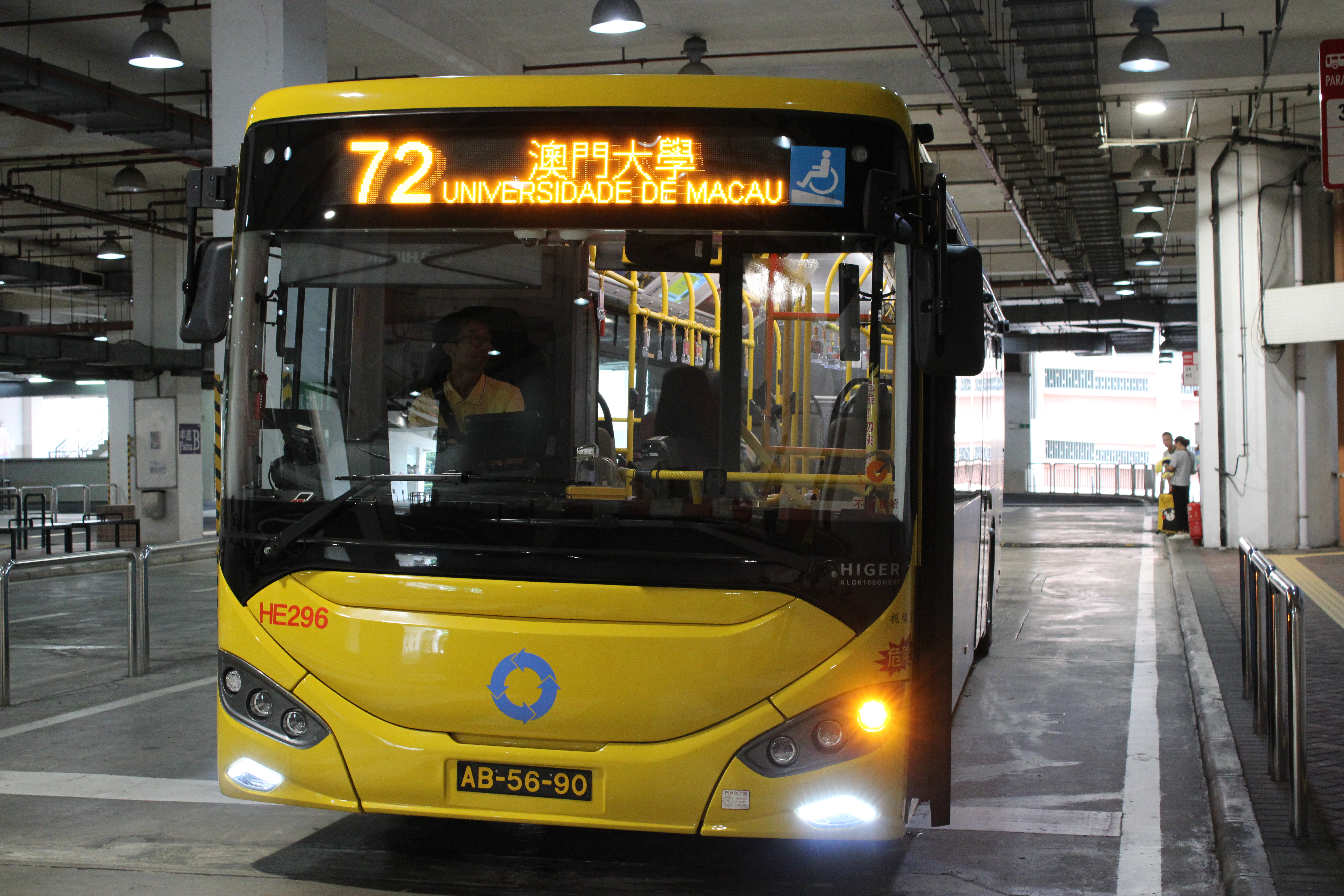
蘇州金龍KLQ6106GHEV1
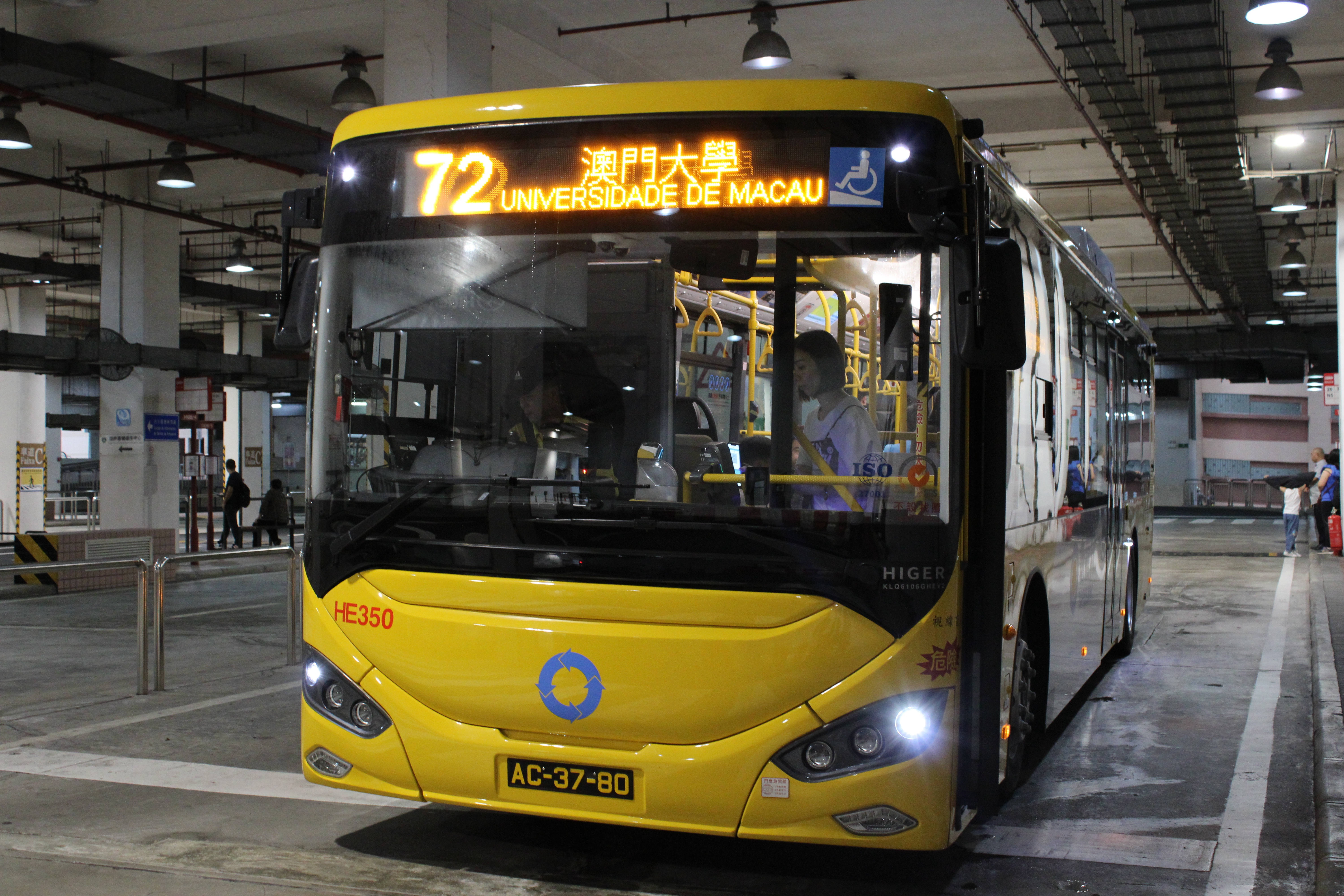
蘇州金龍KLQ6106GHEV2
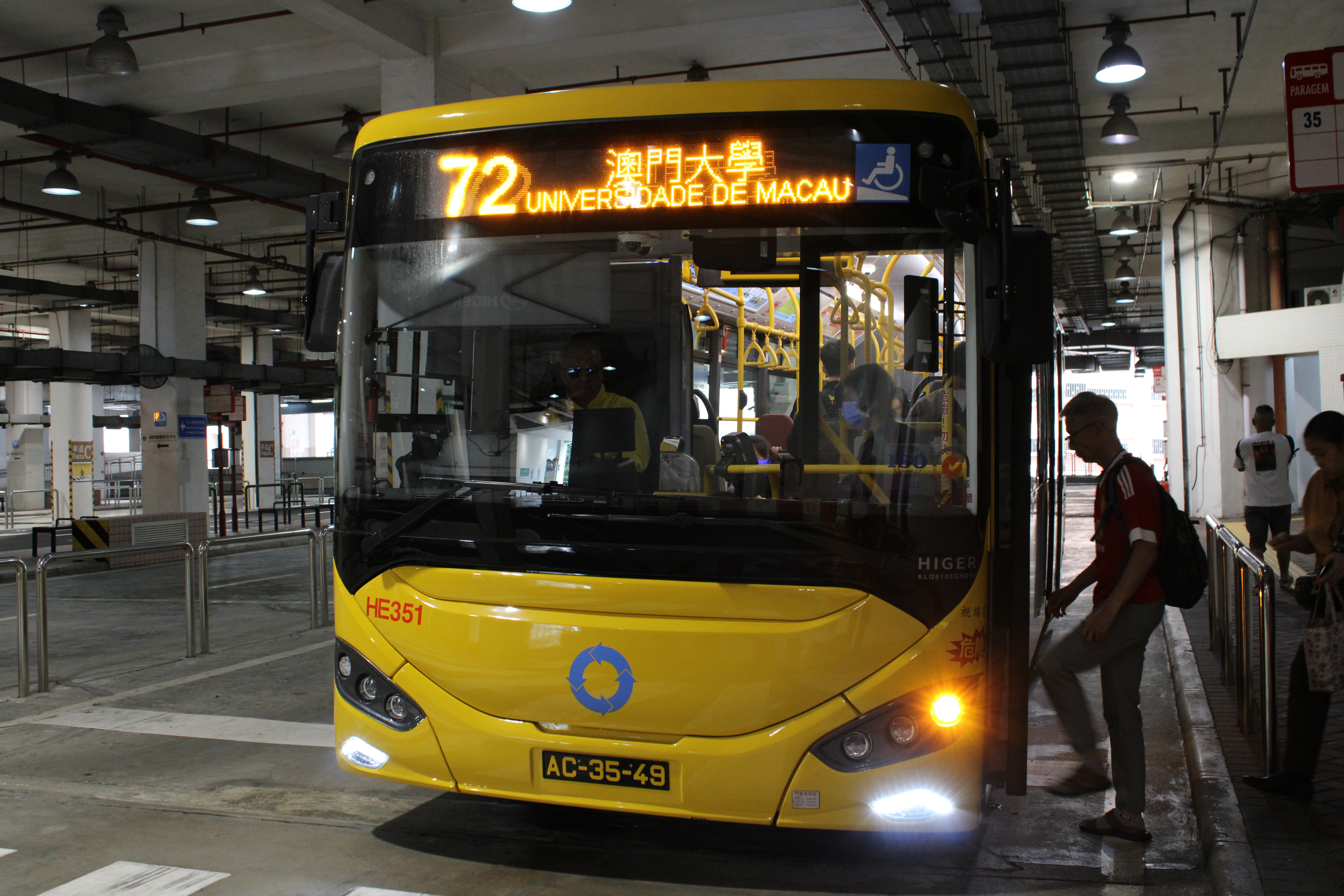
蘇州金龍KLQ6106GHEV2
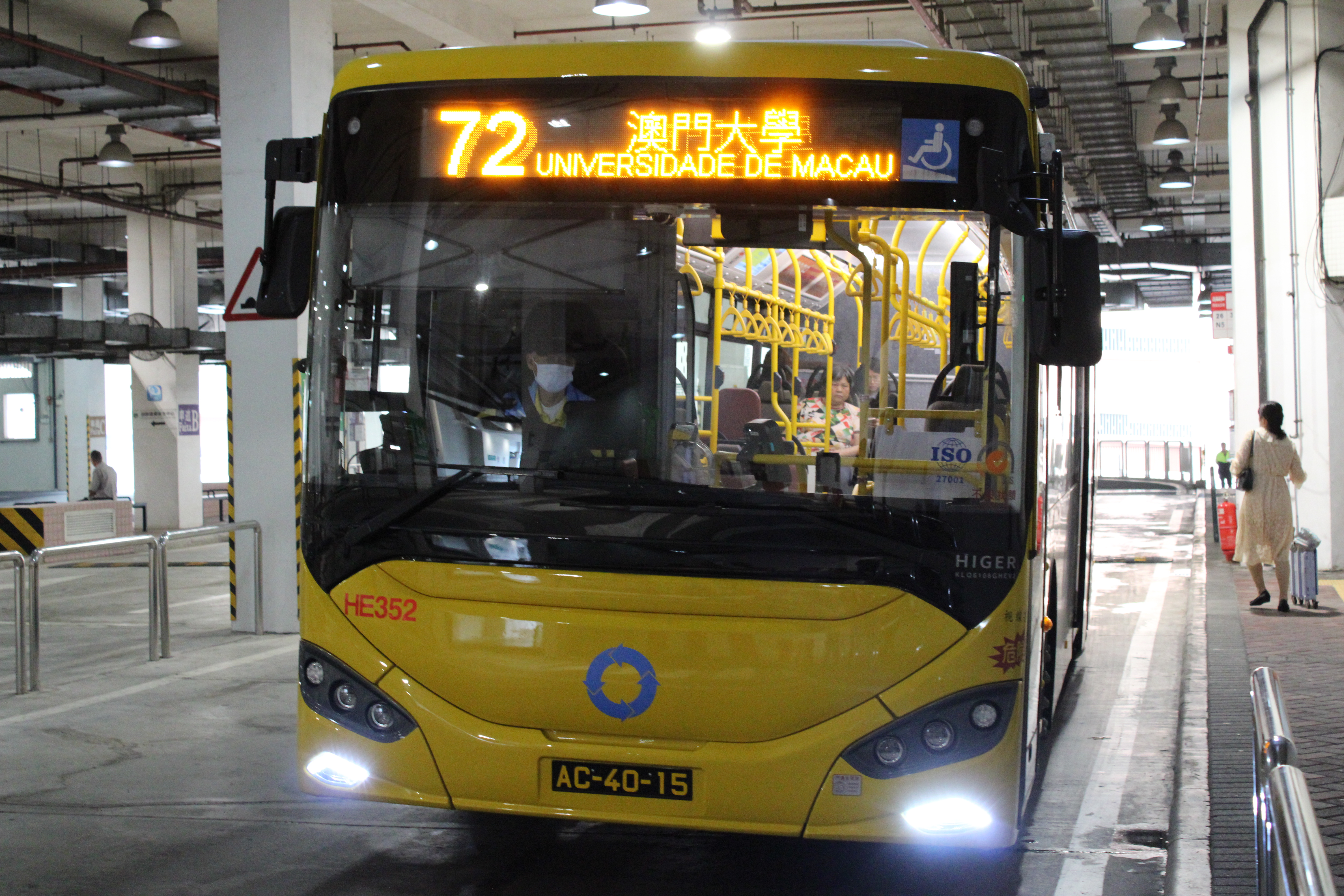
蘇州金龍KLQ6106GHEV2
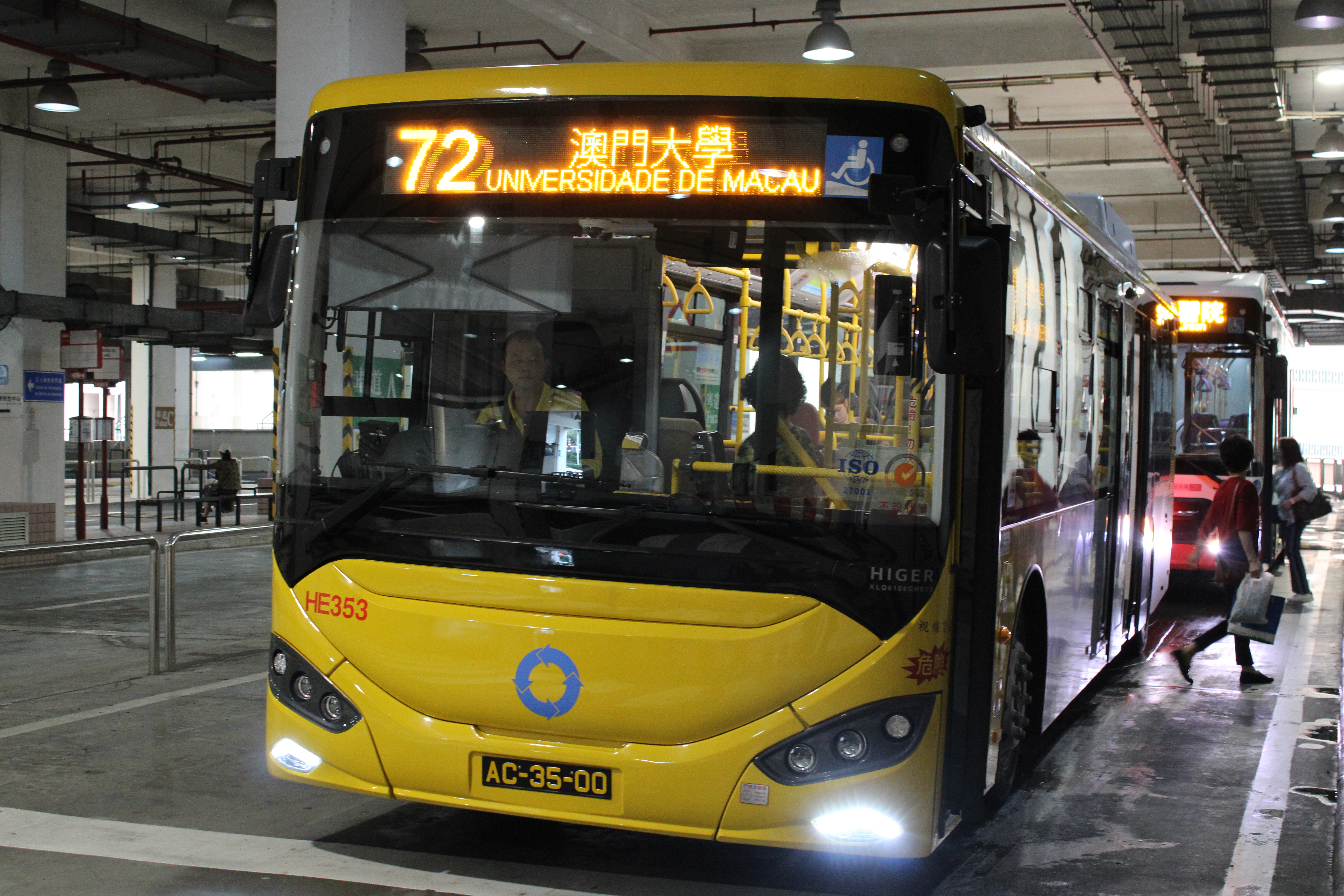
蘇州金龍KLQ6106GHEV2

## 外部連結
- 澳門新福利公共汽車有限公司（官方網站） （页面存档备份，存于）